# Ictiofauna de agua dulce del Uruguay

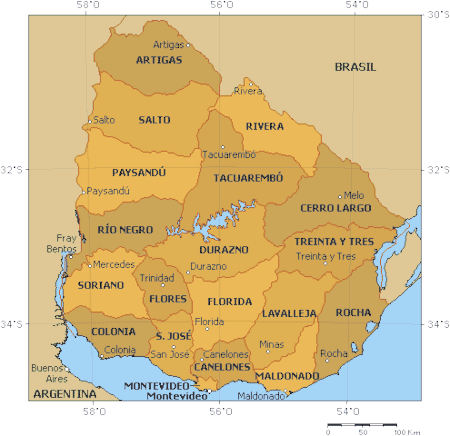
Mapa del Uruguay.

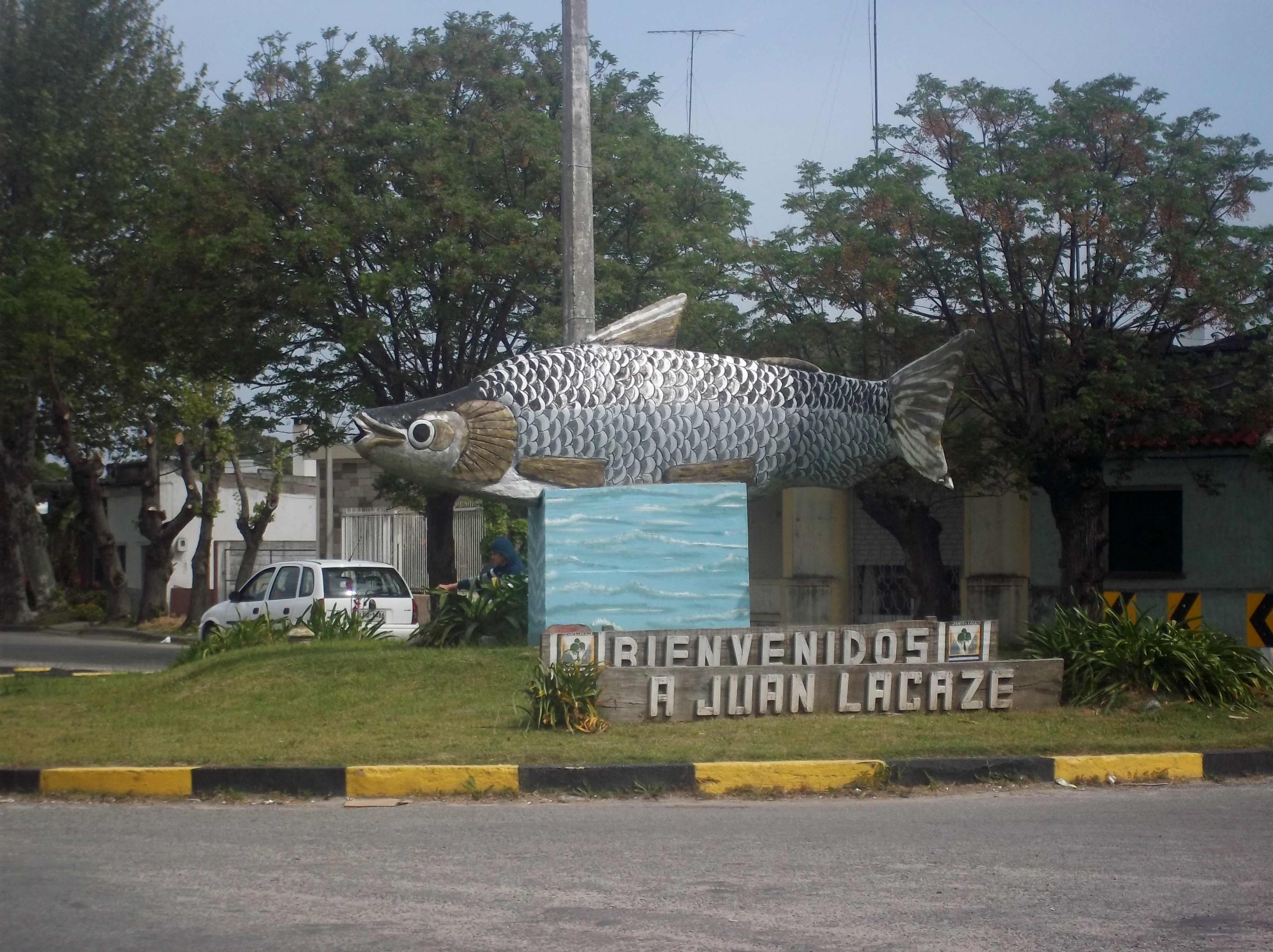
Los peces fluviales en la cultura uruguaya: monumento al sábalo en Juan Lacaze (creado por Helvecio Olivera), localidad donde se celebra la Fiesta Nacional del Sábalo.

Se denomina ictiofauna de agua dulce del Uruguay al conjunto faunístico integrante del grupo parafilético de la superclase Pisces que habita en las llamadas “aguas continentales” o interiores de la República Oriental del Uruguay, en el centro-este del subcontinente sudamericano. Los especialistas señalan que la misma se compone de alrededor de 300 especies ya registradas, habiendo numerosas especies en proceso de investigación, en buena media nuevas también para la ciencia.

## Historia de la ictiología dulceacuícola del Uruguay
La ictiología de agua dulce uruguaya comienza en el siglo XVIII con el religioso, político y naturalista montevideano Dámaso Antonio Larrañaga, quien de una manera no exclusiva estudió los peces locales, al igual que lo hicieron en el siglo XIX numerosos científicos europeos sin estudiar in situ a las especies sino con muestras colectadas y transportadas por naturalistas viajeros, por ejemplo como lo hizo el naturalista inglés Leonard Jenyns, quien trabajó con los peces que Charles Darwin recolectó en la temporada de investigación científica en que permaneció en lo que hoy es el Uruguay durante el famoso viaje alrededor del mundo a bordo del HMS Beagle, al mando del capitán Robert Fitz Roy.
De este modo las especies de peces del Uruguay fueron descritas por ictiólogos europeos: A. Perugia, Steindachner, Reglan, Kner, Valenciennes, Cuvier, Günther, Boulenger, etc.
A partir del año 1870 comenzaron a publicarse en la Argentina y Brasil trabajos ictiológicos describiendo más especies uruguayas, gracias a que este país comparte sus sistemas fluviales con esas dos repúblicas vecinas. Algunos ictiólogos que desde esos países describieron especies uruguayas son Weyenbergh, MacDonagh, von Ihering, Miranda Ribeiro, Berg, Holmberg, etc.
Al iniciar el siglo XX lentamente comenzaron a hacer lo propio los ictiólogos de Estados Unidos, como Fowler, Eigenmann, etc.
Recién en la década de 1920 empezaría a publicar el primer ictiólogo uruguayo, G. J. Devincenzi, quien sería secundado en la década de 1950 por F. de Buen y una década después les seguirían E. Messner y Raúl Vaz Ferreira.
En las décadas que siguieron fueron sumándose numerosos ictiólogos uruguayos, los que han publicado numerosos trabajos sobre las especies dulceacuícolas de la república, en algunos casos bajo tratamientos regionales o locales, mientras que otros se dedicaron a determinados grupos de peces.
Ya en el siglo XXI, Hébert Nion, Carlos Ríos y Pablo Meneses publicaron en el año 2002 un listado de peces del Uruguay, tanto de agua dulce como marinos. En ese mismo año, Juan J. Reichert-Lang (con el apoyo científico de H. Nion) da a conocer su “Atlas ilustrado de los peces de agua dulce del Uruguay”. En el año 2011, Franco Teixeira de Mello, Iván González-Bergonzoni y Marcelo Loureiro publicaron una obra con las 100 más abundantes especies de agua dulce.
En el año 2013, Marcelo Loureiro, Matías Zarucki, Iván González, Nicolás Vidal y Graciela Fabiano redactaron la sección sobre peces continentales de la obra sobre “Especies prioritarias para la conservación en Uruguay”, la que sirvió para actualizar la lista de las especies de la ictiofauna de agua dulce uruguaya.
En el año 2014, Sebastián Serra, José Bessonart, Franco Teixeira de Mello, Alejandro Duarte, Luiz Malabarba y Marcelo Loureiro publicaron “Peces del Río Negro”, un riguroso análisis sobre la ictiofauna que habita en el curso fluvial interno más importante del país, tanto por caudal, longitud total, número de afluentes y superficie de cuenca, la que cubre un tercio del territorio de la república.
Obras extranjeras que describen peces de ríos compartidos con el Uruguay
Un porcentaje de los conocimientos de los peces uruguayos se obtuvieron del estudio por parte de investigadores argentinos sobre las aguas fluviales compartidas con ese país: las del río Uruguay y las del Río de la Plata. En numerosas obras se volcaron esos trabajos, por ejemplo la de Aurelio Pozzi en 1945, Raúl Adolfo Ringuelet y Raúl Arámburu en 1961, los mismos autores más Armonía de Arámburu en 1967, Hugo López, Roberto Menni y Amalia Miquelarena en 1987, los mismos autores en 2003, y Jorge Liotta en 2006 y 2013.

## Generalidades

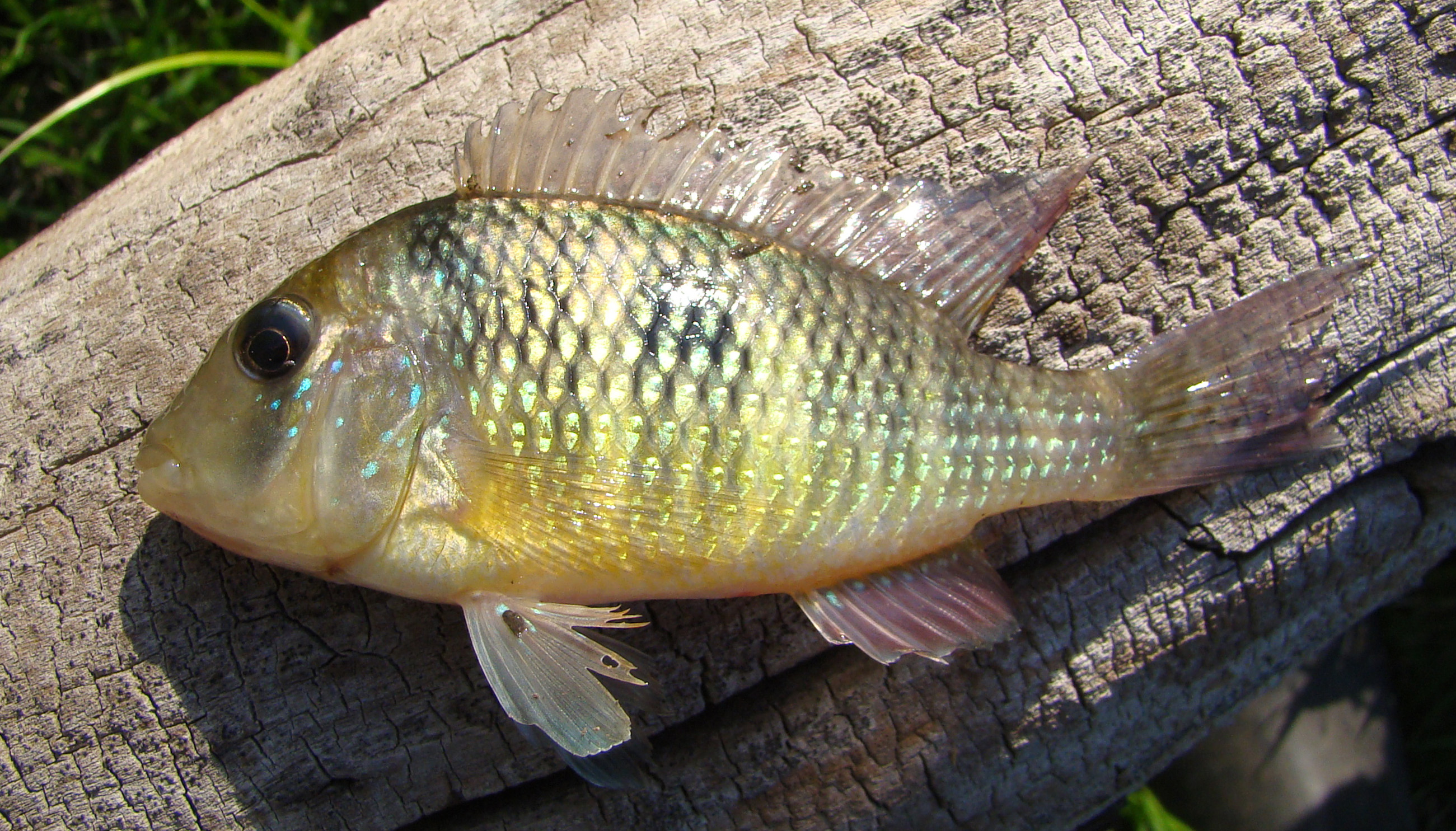
Castañeta (Gymnogeophagus mekinos), capturada en Uruguay, en el río Tacuarembó (afluente del río Negro). El país posee elevada diversidad de especies del género Gymnogeophagus, el cual es tradicional en el acuarismo.

El Uruguay se localiza en el centro-este del Cono Sur de Sudamérica. Este subcontinente es el más biodiverso del mundo, ya que el número de especies descritas para sus ríos supera las 4000, con estimaciones que indican que los números finales serían un 50 % superiores, es decir, estarían en torno a 6000 especies. Las cifras para las aguas dulces o interiores del Uruguay son más modestas, habiéndose detectado alrededor de 300 especies (repartidas en 130 géneros de 42 familias), a las que se les sumarían numerosas especies en proceso de identificación, en buena medida nuevas también para la ciencia.
Son varias las especies endémicas, aunque aún es mucho lo que se ignora, esperando más novedades, especialmente de 3 géneros que poseen alta diversificación en el país: Australoheros, Gymnogeophagus y Austrolebias.
Esta diversidad se debe a numerosos factores, entre los que se destacan las conexiones que las comunidades de peces, de lo que hoy es el Uruguay y las cuencas de la región, han tenido durante millones de años con las que habitan en los afluentes australes de la cuenca amazónica, la cual posee una ictiofauna muy antigua y con orígenes históricos diversos. Los principales grupos han evolucionado aislados en Sudamérica desde la desintegración del supercontinente Gondwana durante el Cretácico, hace aproximadamente 100 millones de años. La porción del Uruguay del río homónimo es la que posee la mayor biodiversidad dentro del país.
Muchos de los componentes de la ictiofauna uruguaya pertenecen a grupos con antepasados marinos, los que durante el Paleógeno, principalmente el Oligoceno y el Mioceno, han invadido las aguas dulces sudamericanas evolucionando y diversificándose en ellas de forma independiente. Entre estas especies se incluyen las rayas de río, la anguila, los lenguados, etc. Grupos relacionados son los que poseen especies de géneros que también cuentan con especies marinas y las de especies que transcurren parte de su vida en ríos migrando a aguas litorales marinas o viceversa. Integrantes de estos dos grupos corresponden a las corvinas de río, sardinas, anchoas, lisas, pejerreyes, bagres marinos, etc.
En cuanto a la sistemática, la ictiofauna dulceacuícola uruguaya es dominada holgadamente por dos órdenes: Siluriformes (118 especies) y Characiformes (92 especies). El primero incluye a los bagres, surubíes, patíes, armados, manguruyúes, viejas del agua, mandubíes, tachuelas, limpiavidrios, etc. El segundo aglutina a tetras, colitas rojas, mojarras, dientudos, dorados, tarariras, bogas, pacúes, chafalotes, pirapitáes, palometas, pirañas, sábalos, maripositas, virolitos, etc.
En importancia descendente, prosiguen los órdenes Perciformes (unas 29 especies), Cyprinodontiformes (27 especies) y Gymnotiformes (11 especies). Al primero pertenecen las corvinas de río y los cíclidos (castañetas, cabezas amargas, etc.). En el segundo se incluyen los rivúlidos (peces anuales o “killis”), los poecílidos y los anabléptidos o madrecitas. Entre los gimnótidos se encuentran varias familias cuyos integrantes son denominados morenas, bombillas, banderitas o señoritas.

### Los “gigantes” de las aguas dulces uruguayas
Generalmente son 3 las especies ictícolas que se disputan el ser consideradas las más largas y pesadas de las aguas dulces uruguayas.
La raya o chucho de agua dulce es con seguridad la especie más pesada, reportándose capturas de ejemplares gigantescos, con diámetros de discos de 110 cm y pesos de 208 kg. El gran poder que le confiere su tamaño a este pez cartilaginoso hace que incluso pueda hundir embarcaciones pequeñas.
Los siguientes gigantes son dos peces óseos siluriformes; en ambas especies las tallas máximas son discutidas, agravado por el hecho que los registros de ejemplares de magnitud no son modernos ya que, por distintas razones, de las dos ya no se capturan ejemplares enormes. El primero es el mítico manguruyú, del cual se indican longitudes de 140 cm así como también ejemplares cercanos a los 200 cm, con pesos de más de 100 kg, si bien son tamaños del pasado ya que la especie se ha vuelto rara, siendo que ahora excepcionalmente se logran capturas de ejemplares de no más de 70 kg, y ya no en aguas uruguayas. El otro es el surubí pintado, para el que se han indicado longitudes máximas desde los 166 cm hasta 175 cm y pesos de 100 kg.
Tal vez el más grande de los peces uruguayos de agua dulce no sea una especie nativa, ya que numerosos ejemplares de esturiones han logrado huir en gran número de los criaderos hacia los embalses de Baygorria y Rincón del Bonete a causa de eventos de fuga ocurridos durante los años 2012 y 2013, siendo capturados en las aguas uruguayas (y argentinas) especímenes de esturión siberiano, el cual alcanza longitudes máximas de 200 cm y pesos de 210 kg.

## Ictiogeografía dulceacuícola uruguaya
En aguas interiores uruguayas los peces se encuentran en casi todos los cuerpos acuáticos, desde los pequeños arroyos serranos, los pantanos, las lagunas del este del país, incluso hasta las charcas que todos los años permanecen secas durante varios meses.
Se han propuesto, descrito o discutido algunos esquemas ictiogeográficos sobre la superficie correspondiente al Uruguay, mayormente como extensiones de subdivisiones de los países limítrofes.
Con respecto a la ictiofauna sudamericana, los peces continentales uruguayos, en razón del dinamismo de los límites zoogeográficos, junto a factores ecológicos y climáticos actuales e históricos, se pueden incluir el componente o subregión ‘brasílica’, el mismo se centra en la cuenca del Plata y se relaciona marcadamente con la ictiofauna amazónica.
Los grandes ríos de la cuenca del Plata operan como vías para la expansión de especies aguas abajo, tanto desde el río Paraná como desde aguas arriba del río Uruguay, llegan especies que se dispersan hasta aguas uruguayas vagabundeando hacia el sur en algunas temporadas estivales, o como resultado de crecientes extraordinarias.

### Ecorregiones de agua dulce uruguayas
Una ecorregión de agua dulce es un área donde la composición de las especies contenidas en los cuerpos acuáticos que en ella se encuentran es relativamente homogénea y distinguible de las otras áreas adyacentes. Ecológicamente, se trata de unidades fuertemente cohesionadas, lo suficientemente grandes para abarcar los procesos ecológicos o la historia de vida de la mayoría de sus especies acuáticas que en ella habitan. El término comprende aguas interiores de los continentes, no siempre de agua dulce, pero claramente no marina, quedando excluidos de ellas las superficies emergidas con suelos y rocas, así como los océanos, ya que para ambos se han creado categorizaciones propias.
Los especialistas no suelen concordar en la disposición de estas divisiones, difiriendo tanto en su número como en sus límites, si bien hay algunas que por su historia ictiofaunística y su aislamiento funcional tienden a ser aceptadas por todos.
En el último esquema, difundido en el año 2008, se ha dividido todas las aguas interiores del mundo. La delineación de las ecorregiones acuáticas de Sudamérica fue obra de 53 expertos provenientes de 11 países. Son tres las correspondientes al Uruguay.
Ecorregión de agua dulce Paraná inferior
Esta ecorregión comprende toda la porción argentina del río Paraná, penetrando en el Uruguay en el sector final del río homónimo, también en la parte con plena agua dulce del Río de la Plata así como en las arterias fluviales uruguayas que drenan hacia esos dos últimos grandes cursos, incluyendo entre estas al río Santa Lucía y toda su cuenca. Por el oriente comprende todos los ríos y arroyos que vuelcan hacia el Plata hasta la zona de punta Ballena.
Ecorregión de agua dulce Uruguay inferior
Esta ecorregión se extiende sobre el tramo del curso y cuenca del bajo y medio río Uruguay situado aguas abajo de los saltos del Moconá, barrera natural que separa las comunidades de peces ubicadas aguas abajo respecto a las que habitan aguas arriba del citado gran río.
Entre las principales alteraciones antrópicas de esta ecorregión se encuentra el dique y embalse de Salto Grande, al noroeste del país.
En esta ecorregión se incluyen todos los colectores uruguayos desde el límite noroeste del país con el Brasil (el río Cuareim) hasta el río San Salvador inclusive por el sur. Comprende también la totalidad de la cuenca del río Negro (de 70 000 km²), que por sus características, su gran heterogeneidad espacial, la complejidad de su red hidrográfica, la variedad de hábitats y la presencia de endemismos, constituiría cuanto menos una subecorregión propia.
Ecorregión de agua dulce laguna dos Patos

Esta ecorregión, también denominada “Sistema Patos-Merín y Río Tramandaí”, cubre el este del país, comprendiendo todos los ríos y arroyos uruguayos con pendiente atlántica, tanto los que desembocan de manera directa como los que lo hacen a través de la enorme laguna Merín. Incluye también las lagunas del tipo albuferas y sus cuencas. Hacia el sur llega hasta la zona de punta Ballena.
Se caracteriza por poseer un alto porcentaje de endemismo. Uruguay solo la comparte con Brasil, país en donde se presenta más diversificada, en especial en ríos y arroyos que drenan hacia la laguna de los Patos, en el este del estado de Río Grande del Sur. Sin embargo, al este del Uruguay llegan numerosas especies, además de tener este país sus propias exclusividades.

## Adaptaciones a hábitats hostiles
En la Uruguay, algunos ambientes hostiles para casi la totalidad de los peces fueron colonizados por determinadas especies, las que exhiben características únicas para sobreponerse al medio.
Adaptaciones a aguas pobres en oxígeno

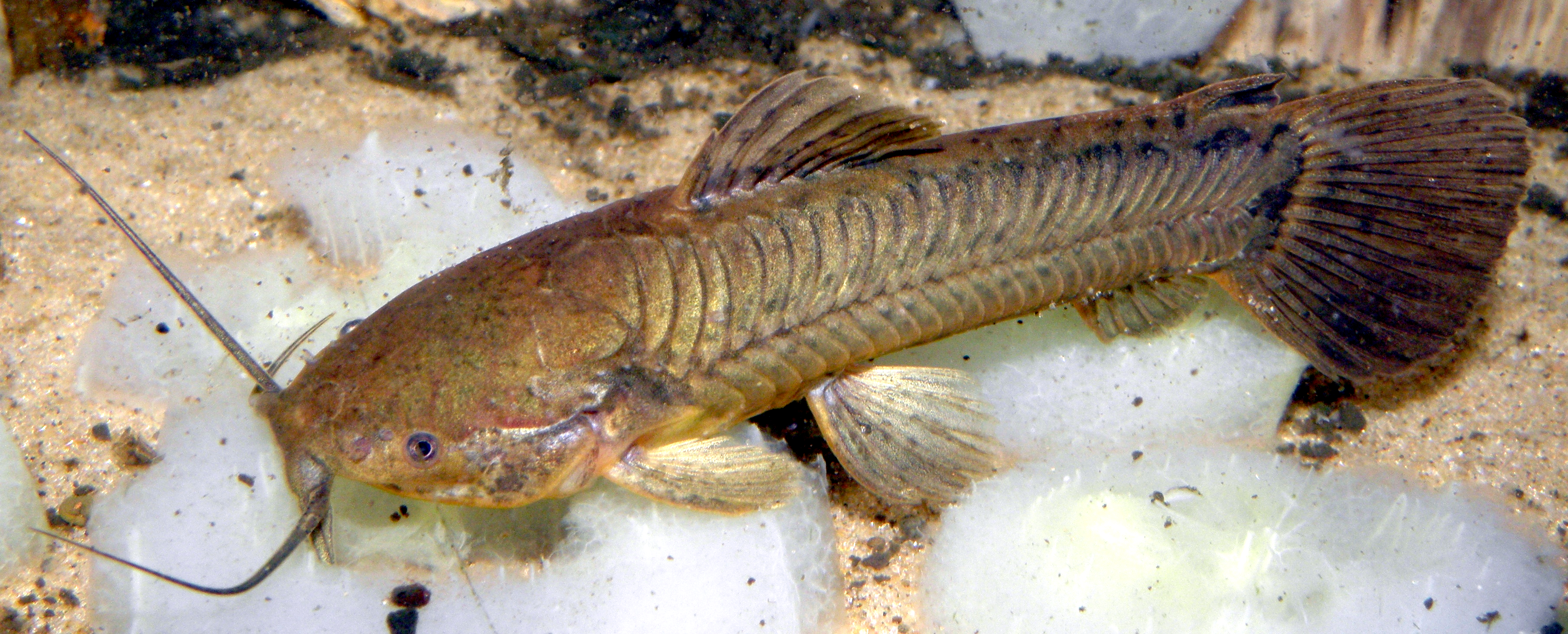
Callichthys callichthys.

Algunos biotopos pantanosos son pobres en oxígeno, lo que hace que en los días cálidos, para contrarrestar el efecto que determina que a mayor temperatura la concentración de este gas disminuye, los peces comunes “boqueen” en la superficie para aprovechar la porción del agua en contacto con el aire la cual posee más porcentaje de oxígeno. Esto los debilita y expone a los predadores. Es por esta razón que algunas especies de peces poseen adaptaciones para utilizar en su respiración directamente el aire atmosférico.
Una de ellas es la anguila, la cual presenta la tradicional respiración branquial restringida, ya que posee otra intestinal bucofaríngea mediante el llenado de aire de su expandida cámara branquial (la cual está muy irrigada de capilares), lo que le permite permanecer fuera del agua durante varias horas. Incluso con poca actividad puede realizar intercambio de oxígeno a través de la piel. Las morenitas también emplean un mecanismo respiratorio por cavidad muy vascularizada.
Los callíctidos, como los cascarudos (Callichthys callichthys, Hoplosternum littorale y Lepthoplosternum pectorale), y las tachuelas, también toman una burbuja de la superficie pues pueden utilizar una segunda respiración gracias a sus intestinos posteriores (provistos de paredes especialmente modificadas para este fin). En el caso de las tachuelas su intestino es más largo de lo normal, lo que le permite acumular allí el aire que captura desde la superficie.
En el caso de las viejas del agua, la hematosis se produce en sus estómagos, los que poseen paredes muy delgadas e irrigadas.
Peces uruguayos que respiran aire atmosférico mediante su vejiga natatoria son las tarariras ñata y común.
Adaptaciones a cambios en la salinidad de las aguas

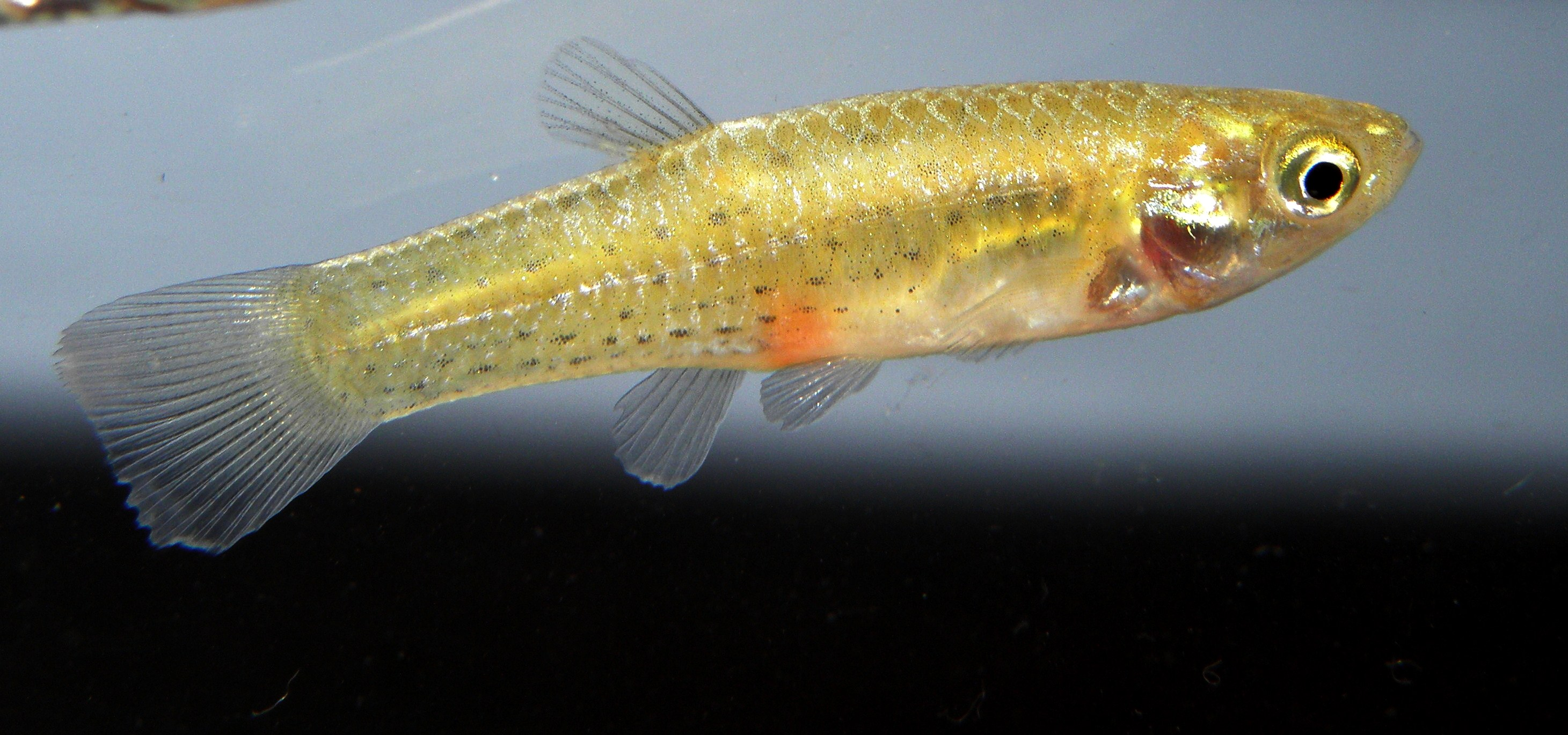
Listado (Jenynsia multidentata).

Muchas especies uruguayas dulceacuícolas se desarrollan o se reproducen en aguas con elevado tenor halino, son los denominados peces anfibióticos, los que su eurihalinidad les permite adaptarse a dos mundos acuáticos antagónicos, cada uno de ellos con sus propias comunidades bióticas. Todas estas especies emprenden alguna migración para cumplir con algunas etapas de su ciclo biológico. Las lisas se reproducen en el mar y migran a las aguas dulces a alimentarse. Por el contrario, otras especies, como las anchoítas de río o la mandufia, hacen una migración inversa.
En general, con respecto al agua que los rodea, los peces dulceacuícolas son hiperosmóticos. Gracias a la excreción de abundante y diluida orina y a la toma activa de iones (a través de sus órganos branquiales), logran compensar la pérdida de estos y al mismo tiempo la ganancia pasiva de agua.
Algunas de las especies uruguayas de pequeños biotopos son eurihalinas, y soportan grandes cambios en la concentración salina de sus ambientes debido a un patrón climático que define temporadas de lluvia-estiaje. Por ejemplo es el caso de los listados, en época de sequía la conductividad eléctrica de su medio puede elevarse hasta superar los 3500 μS/cm; por el contrario, en época de lluvias suele decrecer hasta los 800 μS/cm. Para poder adaptar su osmorregulación a estos cambios, las células clorídeas de sus branquias aumentan en número y tamaño (al elevarse el tenor salino), haciendo lo opuesto al bajar.
Adaptaciones a vivir en torrentes serranos
Muchas especies logran vivir en arroyos serranos, en ambientes de aguas de corrientes rápidas y límpidas, muy oxigenadas, y lechos rocosos, por lo que poseen adaptaciones morfológicas torrentícolas. Este particular ambiente se presenta en las cabeceras de los arroyos, por ejemplo algunos de la cuenca del río Negro, como el Lunarejo y el Laureles. Para no ser arrastrados río abajo por la fuerza de la corriente algunas especies de Loricáridos logran sujetarse al sustrato rocoso mediante su boca, la que forma un gran disco adhesivo en ventosa ventaja a la que se le agrega la presencia de garras en la zona opercular. Algunos silúridos de la familia Trichomycteridae (como el bagre de la arena) muestran un cuerpo anguiliforme el que les es adecuado para penetrar y aprovechar las hendiduras y espacios entre las rocas.
Adaptaciones a vivir en aguas turbias
Las aguas muy turbias son frecuentes en el oeste de la república, por lo que muchas especies han logrado órganos especiales para movilizarse y encontrar los componentes de su dieta mediante el sentido del tacto sin necesidad de utilizar la vista. Destacan en esto los siluriformes, con varias decenas de especies provistas de largos bigotes táctiles, algunos tan largos como el pez mismo, los que les permiten ir palpando el fondo limoso en busca de alimento.
Adaptaciones a la desaparición anual del biotopo
En las llanuras uruguayas muchos de los biotopos se secan por completo en la época cálida o por falta de lluvias. Algunos peces, de distintos órdenes, han logrado colonizar estos ecosistemas temporales, empleando para ello distintas estrategias.
Algunas especies, ante el desecamiento del bañado o estero, durante la noche directamente se trasladan por tierra hasta otro humedal que haya conservado algo de agua. Entre estos peces encontramos los cascarudos comunes y choclitos y la anguila. Los primeros, “caminan” sobre el suelo mediante golpes de la aleta caudal y movimientos en los que se valen de las aletas pectorales (las que poseen un primer radio muy duro). La última, repta como una serpiente.
La propia anguila también puede emplear otro método, cava una cámara en el fondo de los esteros a punto de secarse, en la cual permanece envuelta en moco en estado latente, volviendo a emerger del letargo solo con el nuevo llenado del biotopo gracias a la reanudación de las precipitaciones. Esta adaptación es tan notable que incluso puede continuar funcional durante una espera de varios años.
La más sorprendente es la que emplean la mayoría de las especies de rivúlidos. Ante la intensa presión evolutiva que significa el desecamiento de los charcos donde habitan, han logrado un aceleramiento de su ciclo biológico, el cual desde que nacen hasta que mueren dura solo algunos meses (el más corto de todos los vertebrados). Esto se debe a que sus huevos tienen adaptaciones para soportar el desecamiento del charco, permaneciendo durante el verano enterrados en el barro seco a pocos centímetros de la superficie, teniendo asimismo la adaptación de entrar en completa latencia, interrumpiendo su desarrollo embrionario, en espera de que nuevas lluvias vuelvan a llenar el charco, momento detonante para que los alevines nazcan a las pocas horas, alimentándose con voracidad, crecen rápidamente para poder reproducirse a partir de los 3 meses de vida, intentando así ellos también enterrar sus huevos antes que el charco se vuelva a secar, decretando su muerte.

## Estrategias reproductivas

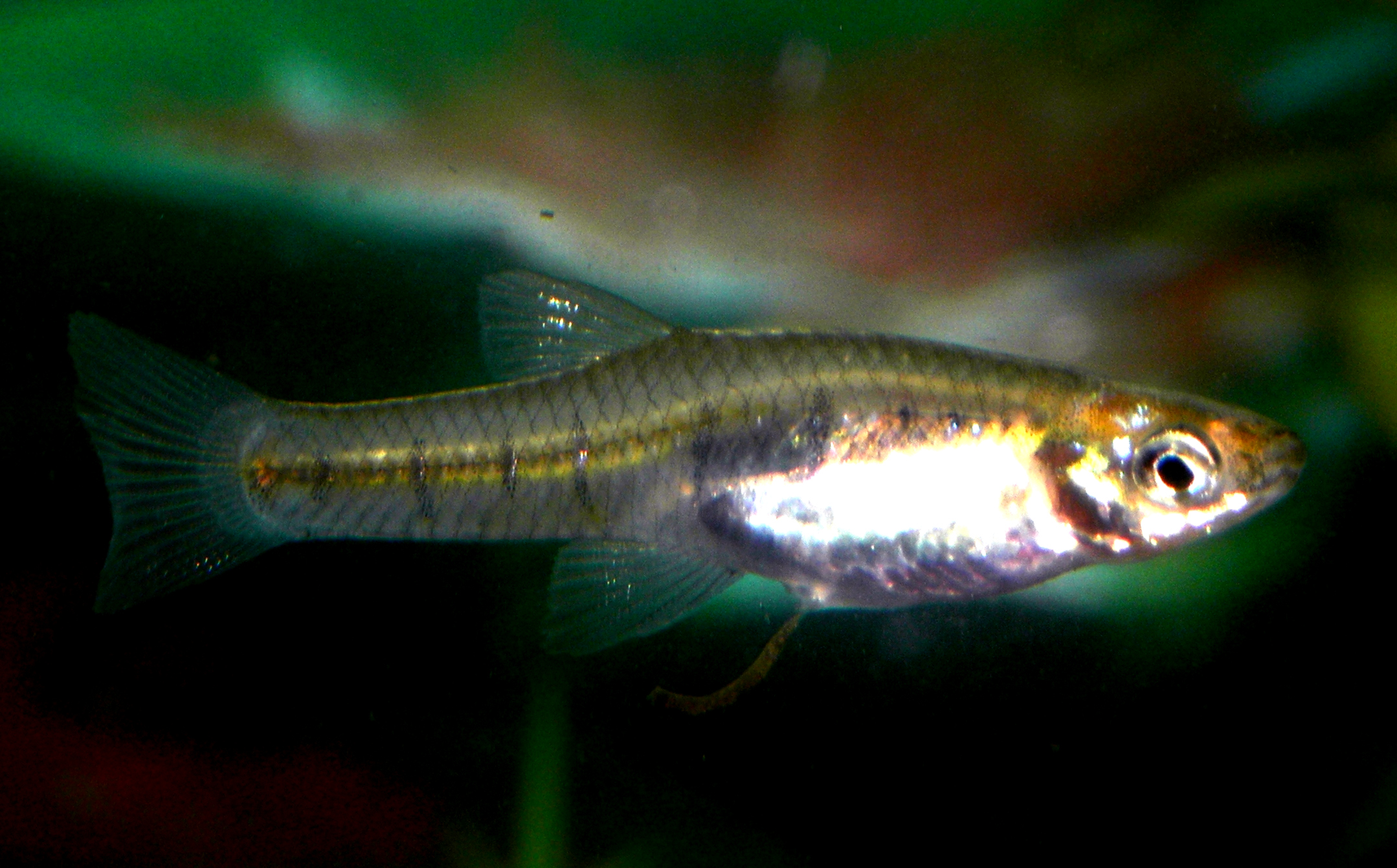
La madrecita de diez manchas, como los otros poecílidos, es ovovivípara: al tener fecundación interna las hembras dan a luz alevines completamente formados.

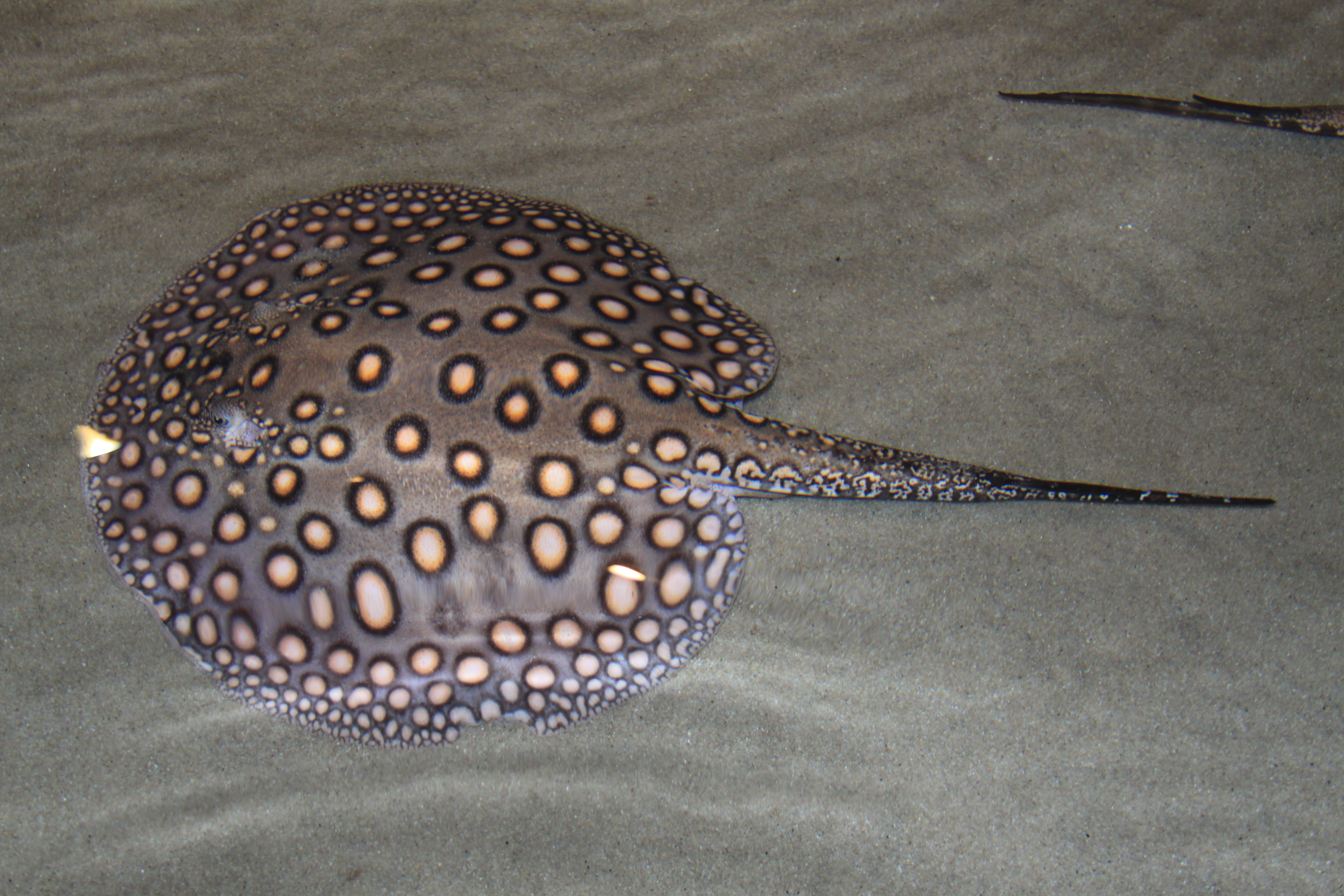
Chucho o raya de río (Potamotrygon motoro). Los machos de las especies de rayas de río que habitan en este país poseen un órgano copulador denominado “pterigopodio”.

Además de la ya comentada de los rivúlidos uruguayos, otros peces continentales uruguayos poseen curiosas estrategias a la hora de dejar descendencia.
Los poecílidos, conocidos con el nombre de madrecitas, tosqueritos u orilleros, poseen ovoviviparismo, ya que teniendo fecundación interna las hembras dan a luz a sus alevines completamente formados, no huevos. Otra curiosidad es que las aletas anales del macho se han modificado para formar con ellas una suerte de pene, un órgano copulador denominado gonopodio, el cual sacudo cuando persigue sexualmente a una hembra.
Las rayas de río también presentan un proceso reproductivo similar al anterior, denominándose el órgano copulador del macho “pterigopodio”.
Las restantes especies poseen fecundación externa, por lo que la unión del esperma con los gametos ocurre en el agua, si bien varía en las especies el rol que juegan con respecto a los huevos producidos y las eventuales crías. La mayoría se desentiende; otras especies, como muchos cíclidos o castañetas, son feroces cuidadores de huevos u crías, aunque en ambos casos el cuidado no ocurre dentro de su cuerpo, si bien entre los cíclidos hay especies que al nacer las larvas, toda la prole es protegida dentro de la boca de los padres.
Más interesante es lo que realizan algunas especies, en donde la incubación se realiza dentro de la boca, por ejemplo en algunas integrantes del género Gymnogeophagus y en las viejas del agua; en estas últimas los machos toman los huevos fecundados y los retienen en sus bocas, bajo el labio inferior hipertrofiado hasta la eclosión de los alevines.
En las tachuelas la hembra forma con sus aletas abdominales un saco donde el macho deposita el esperma; posteriormente ella libera allí los huevos y en esa bolsa se produce la fecundación.
La anguila presenta una atípica biología reproductiva. Existen 3 clases de individuos: (a) los tradicionales machos y hembras primarios (con testículos y ovarios respectivamente), (b) machos secundarios originados por reversión sexual de hembras y, (c) ejemplares intersexos que se generan por un reemplazo del tejido ovárico por tejido testicular.
Esto es una estrategia para facilitarle la supervivencia en ambientes difíciles (generalmente en zonas de prolongadas sequías extremas, fuera del Uruguay), donde luego de intensos fenómenos climatológicos pudiesen haber sobrevivido solo individuos de un solo sexo.

## Alimentación

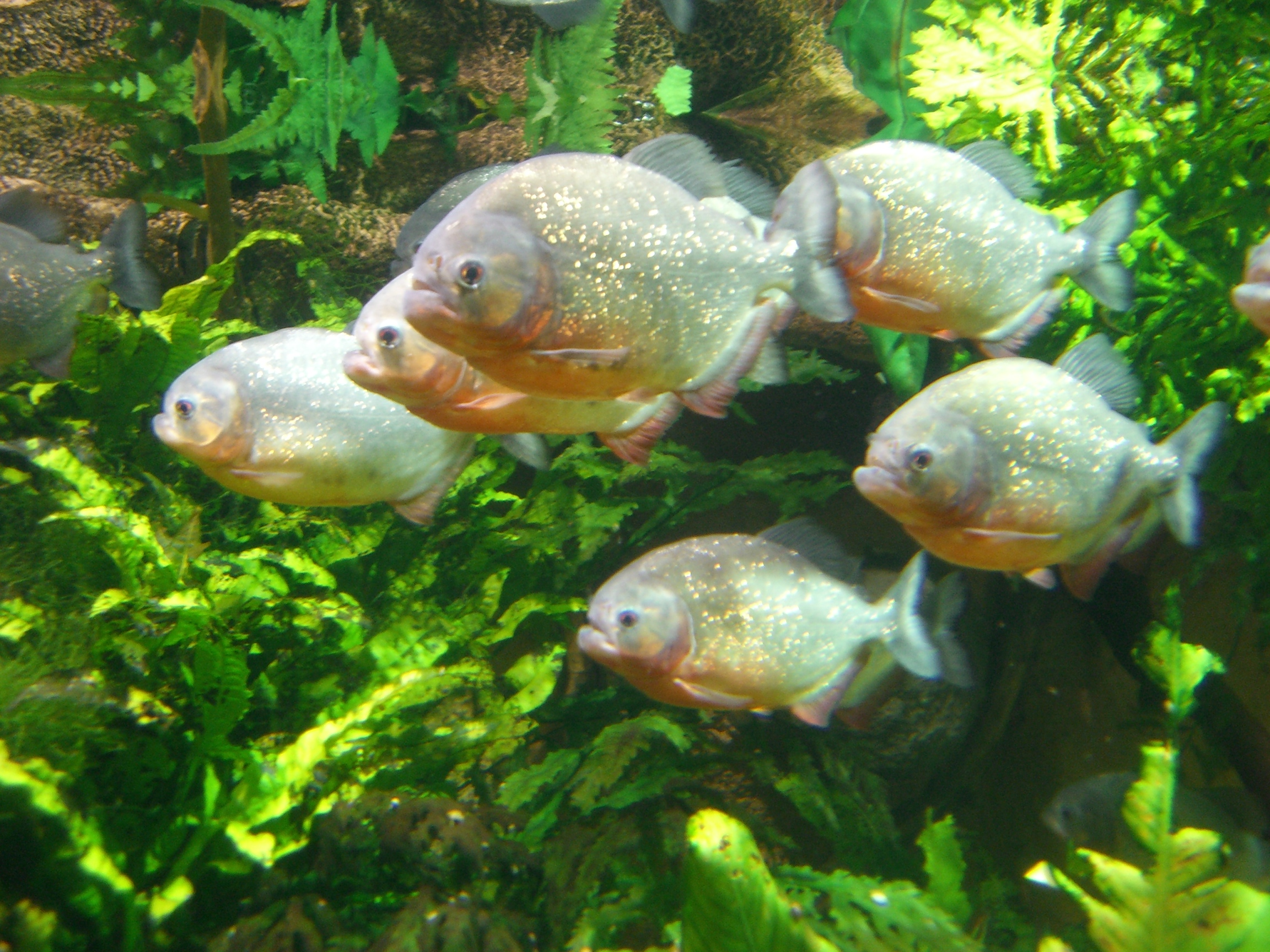
Cardumen de la piraña uruguaya (Pygocentrus nattereri).

Los peces dulceacuícolas uruguayos poseen dietas sumamente variadas, y para obtenerlas cuentan con notables adaptaciones.
Entre los variados hábitos alimenticios de los peces del Uruguay, uno de los más extraños es el régimen sanguívoro, la especialización en succionar sangre de otros peces, por lo que las especies que hacen esto poseen adaptaciones que lo facilitan: cuentan con pocos dientes, pero estos son similares a garras o ganchos lo que les permite sujetarse firmemente a los arcos branquiales o mucosas de grandes peces de cuya sangre se alimentan, extrayéndola de los filamentos de las agallas; cuando se han saciado, salen del pez y se entierran en la arena. Entran (y salen) de la cámara branquial durante los movimientos de respiración del huésped. Entre las especies con este hábito se encuentran el llamado chupa sangre o pirá cangú y el chupa-chupa. El sanguijuela se alimentaría solo de las escamas y la mucosidad de la piel.
En algunos casos reportados la parasitosis sobre el ejemplar de pez que actúa como huésped es masiva, alimentándose de él miles de ejemplares (de 1 a algo más de 2 cm de largo), cada uno por intervalos de 1 a 3 minutos, llegando en ocasiones a causar la muerte del infortunado. Esto suele sucederle a los grandes siluriformes capturados por los pescadores y retenidos vivos en jaulas dentro de los ríos en espera del momento de su venta. Estos hematófagos poseen una conformación corporal “anguiliforme”, lo que les facilita el penetrar en cavidades estrechas, por lo que son temidos y detestados por las poblaciones humanas ribereñas (especialmente en el caso de especies amazónicas), ya que en ocasiones penetran en las cavidades corporales de bañistas (pene, vagina, uretra y recto), provocándoles dolorosas lesiones y su obligada extirpación quirúrgica bajo anestesia general, dado que cuentan con espinas retrorsas en la zona opercular que ocasionan desgarros e importantes sangrados en caso de emplear la extracción mecánica por el mismo conducto en el cual han penetrado.
Algunas especies emplean cualidades electrógenas para generar un campo electromagnético alrededor de sus cuerpos, lo que les permite, entre otras utilidades, detectar a sus presas; este es el caso de los Gymnotiformes.
Posiblemente de todos los peces uruguayos, los más conocidos en lo que respecta a sus dietas y cómo las obtienen sean las pirañas, también llamadas localmente “palometas”. Estos peces son agresivos predadores piscívoros, nadan en grandes cardúmenes en busca de alimento, el que generalmente atacan con decisión. En las aguas uruguayas tienden a ser más individualistas que las poblaciones amazónicas de las mismas especies, las responsables de la fama mundial que estos legendarios peces poseen, si bien en las aguas del río Paraná inferior han ocurrido centenares de accidentes con bañistas, algunos con la gravedad que caracteriza a las amputaciones de dedos, al estar armadas de fuertes y filosos dientes, con poder cortante como bisturíes.
Otros peces Characiformes ictiófagos, predadores de aguas libres de río abierto, persiguen a los bancos de sábalos y bogas además de mojarras y otras especies menores. Son nadadores veloces con una boca provista de potente dentición de con piezas caniniformes. Este grupo está representado por el dorado, el chafalote, el pirapitá y los grandes dientudos. Con una dieta similar pero con necesidades más demersales (prefieren aguas más profundas) se encuentran los grandes siluriformes: el patí, el manguruyú y los surubíes atigrado y pintado.
Un pez de dieta llamativa es el pacú, el cual, si bien puede alimentarse entre otros ítems de moluscos e insectos, destaca por su particular predilección por los frutos de árboles ribereños. En época de fructificación de alguna especie, suele buscar ejemplares que su follaje se extienda sobre las aguas, y allí bajo su sombra esperan la caída de los frutos para devorarlos apenas llegan al agua. Los pescadores suelen intentar capturarlos empleando frutos de plantas silvestres como carnada.
Muchos peces uruguayos emprenden largas migraciones entre los sitios reproductivos y los alimenticios, al asociarse a pulsos de inundación que permiten conectar las aguas del río con esteros, madrejones, lagunas y otros humedales marginales al mismo, pero dentro del valle de inundación. Estos traslados pueden alcanzar un total de 1500 km, con movimientos diarios de 43 km, como es el caso de los cardúmenes de sábalos, pasando desde las cuencas del río Uruguay hasta las del Paraná, al igual que ocurre con el surubí pintado y la boga.
Mecanismos para evitar ser comidos
Muchos peces uruguayos de agua dulce han logrado desarrollar mecanismos para evitar ser el alimento de otros peces, así como de reptiles, aves y mamíferos acuáticos.
Los órganos más frecuentes para este objetivo son las penetrantes púas que en sus aletas pectorales y dorsales presentan la mayoría de los siluriformes; estas son separadas por el pez de su cuerpo haciendo que sea muy difícil (y hasta peligroso) de tragar por el predador que lo capturó, debiendo desistir del intento de hacerlo, logrando de este modo el pez huir.
Los pescadores que manipulan estos silúridos tienen especial cuidado de no sufrir un pinchazo con una de estas chuzas y así evitar que entren a su torrente sanguíneo bacterias y esporas de anaerobios que en estos estoques suelen proliferar.
En las especies del género Trachelyopterus, el sector interno de las aletas pectorales se encuentra fuertemente aserrado; de este modo el pez se defiende con ellas presionándolas fuertemente contra su cuerpo, por esta razón son llamados vulgarmente “bagres apretadores” además de “toritos”.
Entre los siluriformes, los integrantes de la familia Doradidae van un paso más allá, a las púas les suman hileras de fuertes osificaciones que forman afiladas espinas córneas, extendidas en ambos flancos del cuerpo sobre la línea lateral.
Entre las adaptaciones con este propósito, una de las más sorprendentes es la que posee la mojarra voladora, también denominada pez hacha o pechito. Cuando un pez predador las intenta atacar ellas nadan velozmente impulsadas hacia la superficie, salen del agua y literalmente vuelan por más de un metro, desconcertando a quien quería atraparlas. Esto es posible gracias a notables adaptaciones: su comprimido cuerpo es en toda la parte inferior semejante a una hoja cortante, ya que en la cintura pectoral los huesos coracoideos son enormes y están soldados entre sí, formando una quilIa prevental a la manera de un pecho saliente, guardando relación con los músculos que mueven las aletas pectorales propulsoras del vuelo gracias a su rapidísimo batir, además de ser tan largas como la mitad de la longitud del cuerpo.

## Importancia económica y cultural

### Utilidad ornamental

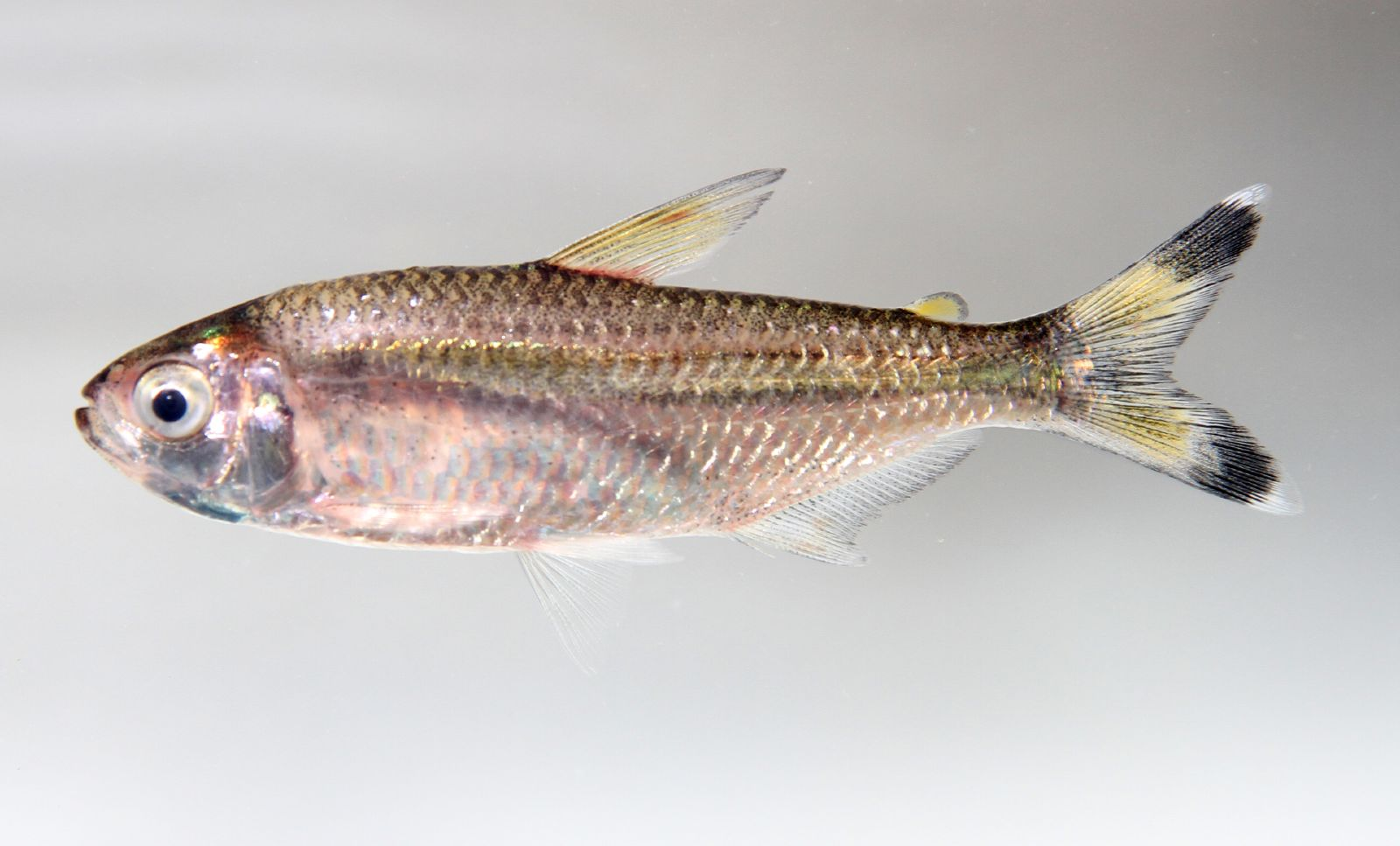
Moenkhausia dichroura.

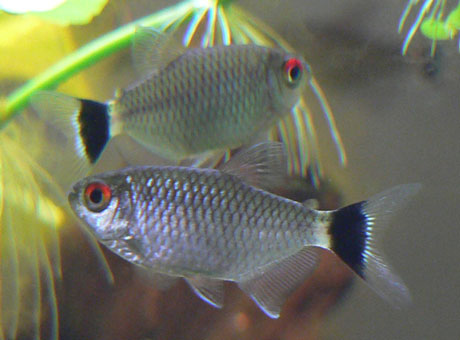
Mojarra o tetra de ojos rojos (Moenkhausia sanctaefilomenae).

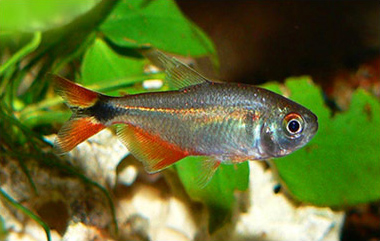
Tetra Buenos Aires (Hyphessobrycon anisitsi).

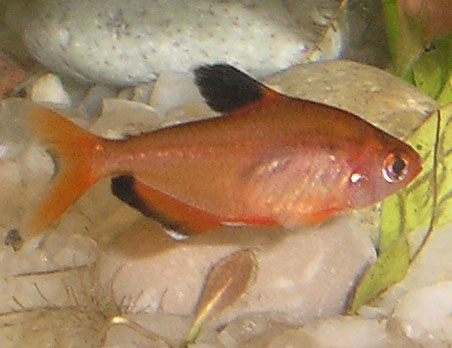
Serpae (Hyphessobrycon eques).

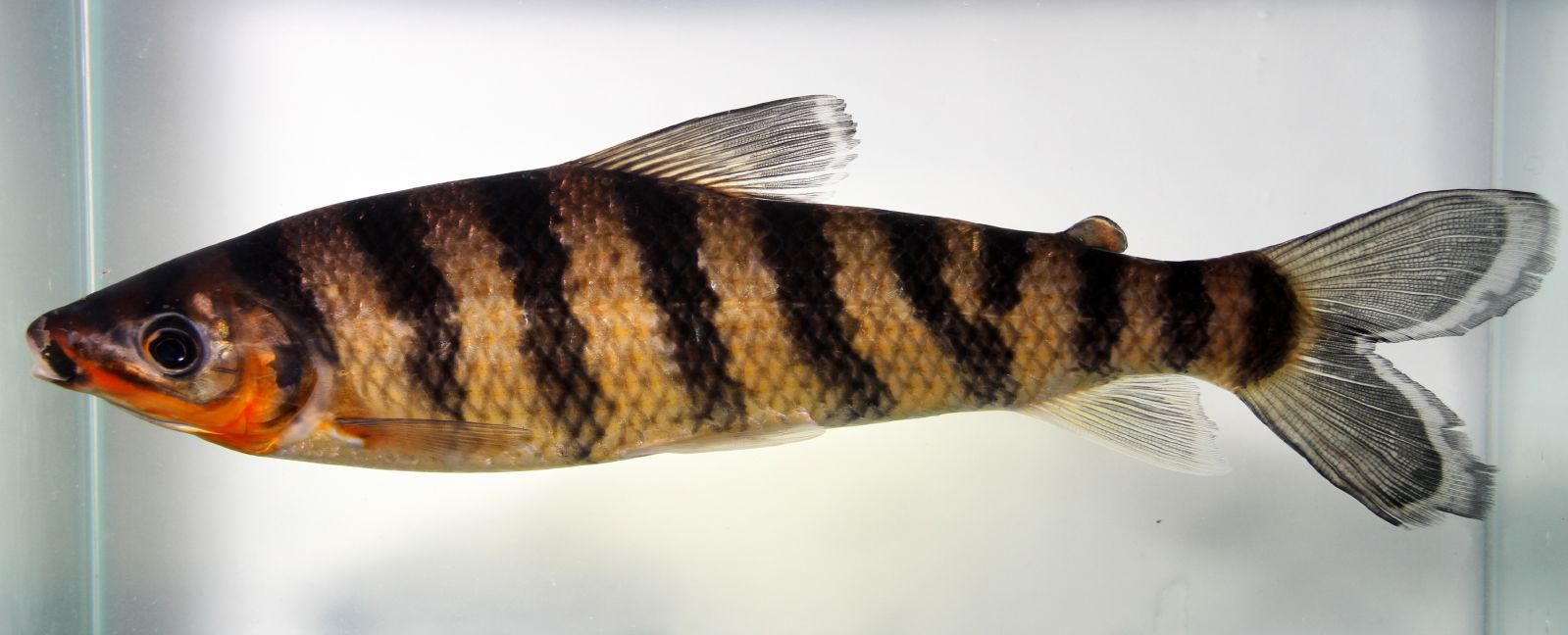
Boga rayada (Leporinus fasciatus).

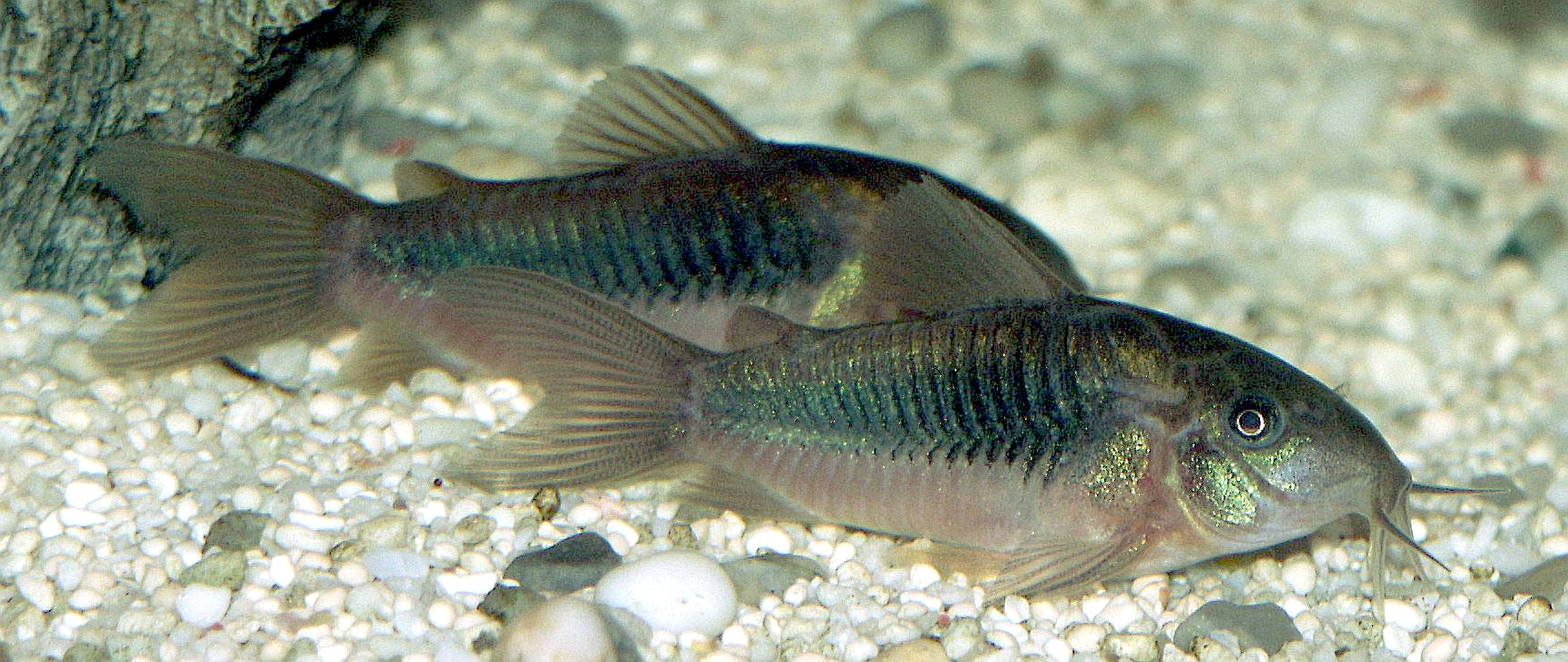
Corydoras aeneus.

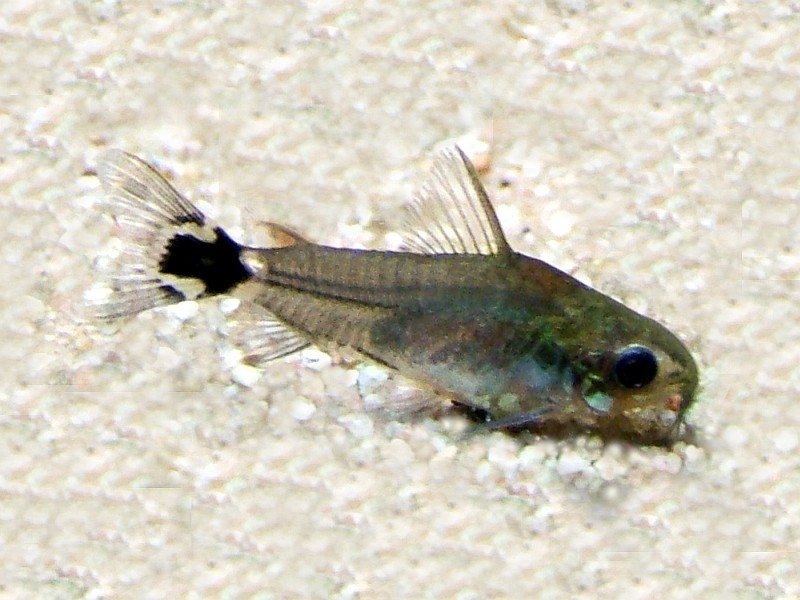
Corydoras hastatus.

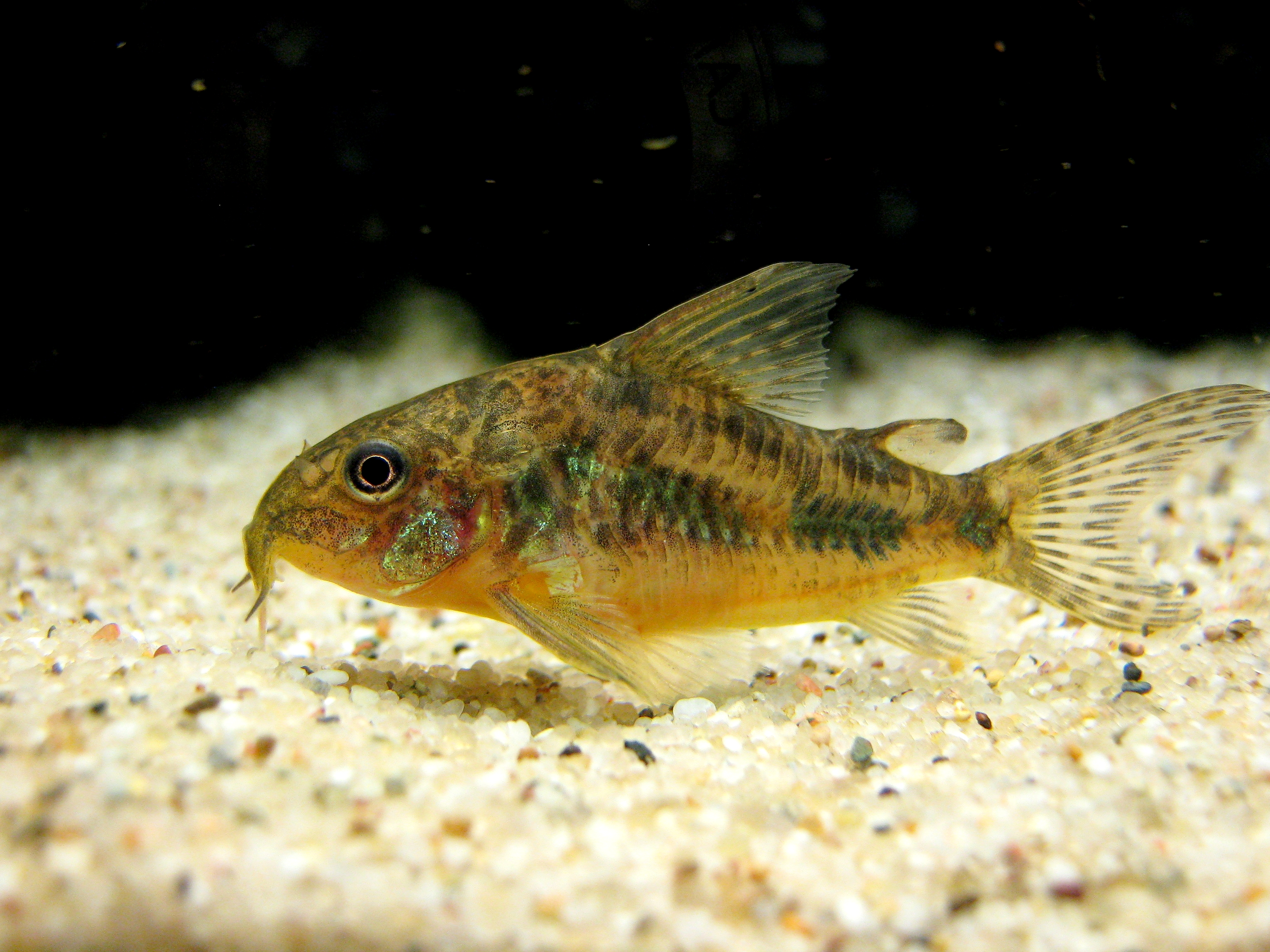
Corydoras paleatus.

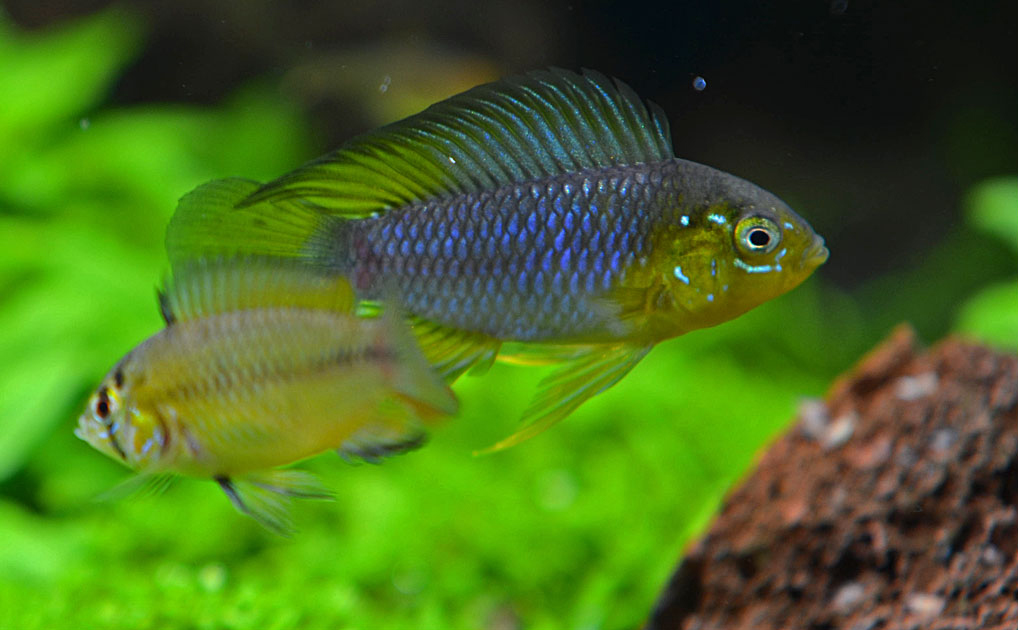
Apistogramma borellii.

Muchas especies dulciacuícolas uruguayas son estimadas como peces ornamentales para destinarlas al mercado del acuarismo. Son particularmente buscadas al tener resistencia natural a las bajas temperaturas, por lo que durante décadas resultaron convenientes al acuarismo europeo, haciendo que fueran exportadas en grandes volúmenes. En razón del prolongado tiempo en que estas especies son mantenidas en cautiverio y a su demanda y abundancia en los comercios, en buena parte de los casos han desarrollados variedades solo presentes en los acuarios, entre ellas las albinas y las velíferas.
Entre las especies más populares se encuentran: el tetra Buenos Aires, el tetra serpae, el tetra de ojos rojos, el tetra cola roja, el relojito, la pirrulina, el limpiavidrios, el doradillo manchado, el doradillo bronceado, la cinolebia nigripinis, la cinolebia pavito, el apistograma azul y amarillo, etc.

### Utilidad alimenticia
Algunos componentes de la ictiofauna continental uruguaya son objetivo de aprovechamiento directo o indirecto por parte de pesquerías, las que pueden dividirse en dos tipos. La primera es la llamada pesca artesanal, practicada por pescadores que habitan en las riberas de los ríos, utilizando pequeñas embarcaciones y artes frecuentemente de presión limitada, en algunos aspectos con métodos rudimentarios. Es heredera de la utilización del recurso que practicaban los aborígenes antes de la colonización por parte del imperio español, a partir del siglo XVI. En el manejo pesquero fluvial este tipo de captura es generalmente asociado a una explotación sustentable de las existencias ictícolas. Las especies capturadas son variadas, siendo especialmente frecuentes las bogas, sábalos, dorados, palometas, chafalotes, armados y los grandes siluriformes, el patí y los surubíes. Los ejemplares obtenidos son destinados al consumo familiar y a abastecer los mercados locales, principalmente de las ciudades ribereñas, tanto de manera formal (pescaderías) como informal (vendedores ambulantes a los costados de rutas y avenidas).
La segunda pesquería es la industrial, la cual es practicada por empresas mediante embarcaciones mayores, con artes más efectivas, buscando capturas masivas destinadas a la exportación. La principal especie-objeto de estas pesquerías es el sábalo, el cual se desplaza en enormes bancos, siendo este iliófago-detritívoro el pez que representa la base de la cadena alimentaria de la cuenca del Plata, al componer porcentualmente entre el 50 y el 90 % de la biomasa total y de los volúmenes de captura en algunos sectores. El sábalo emprende extensos desplazamientos migratorios, segmentados en dos diferentes stocks genéticos.

### Utilidad deportiva

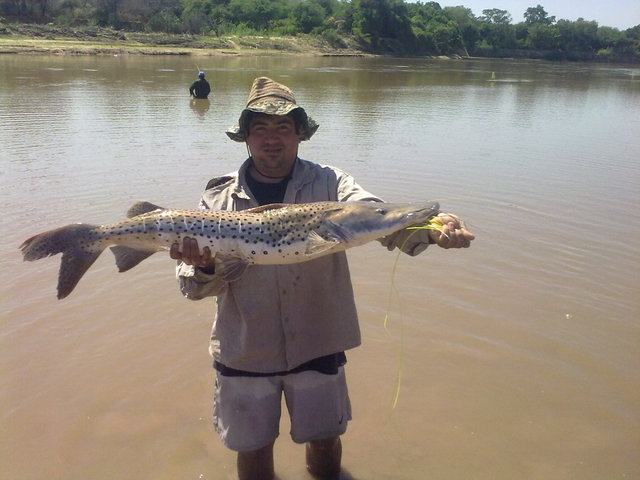
Pesca del surubí pintado.

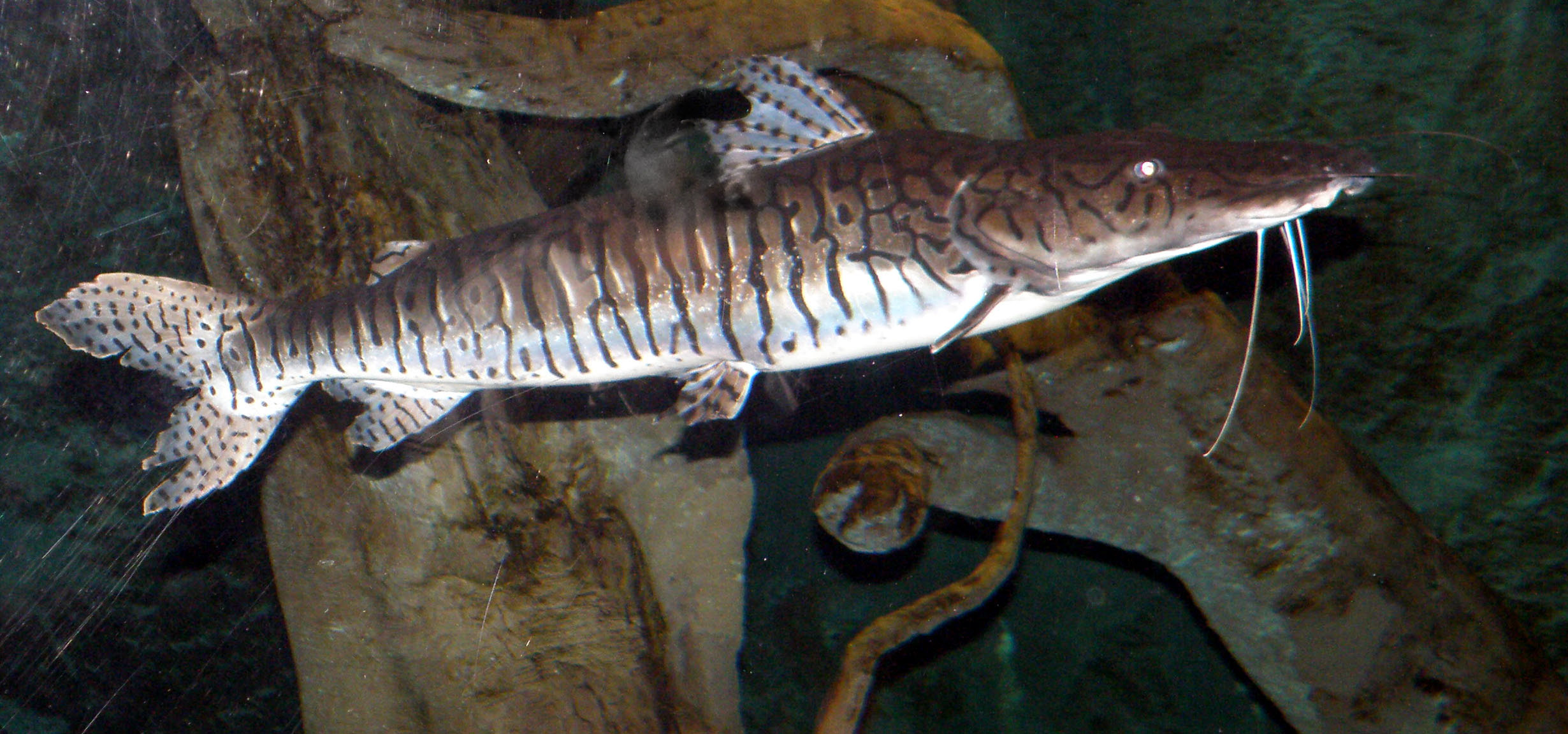
Surubí atigrado.

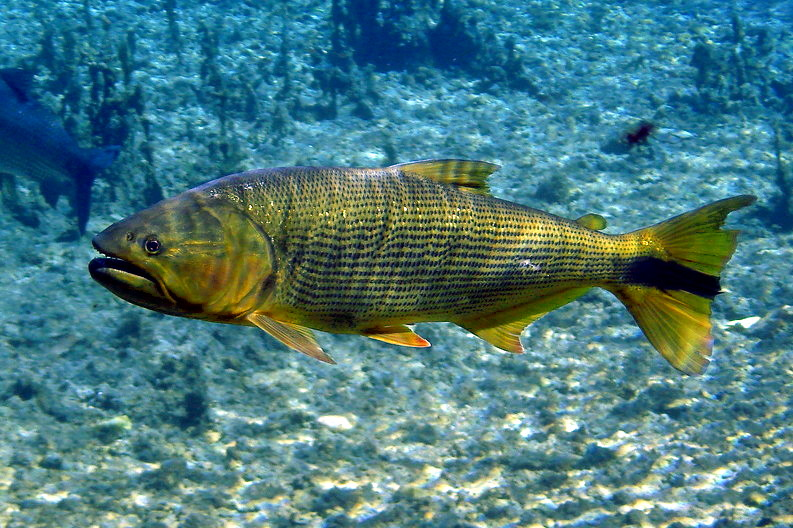
Dorado (Salminus brasiliensis).

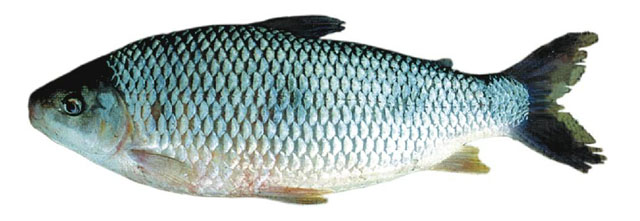
Boga común (Leporinus obtusidens).

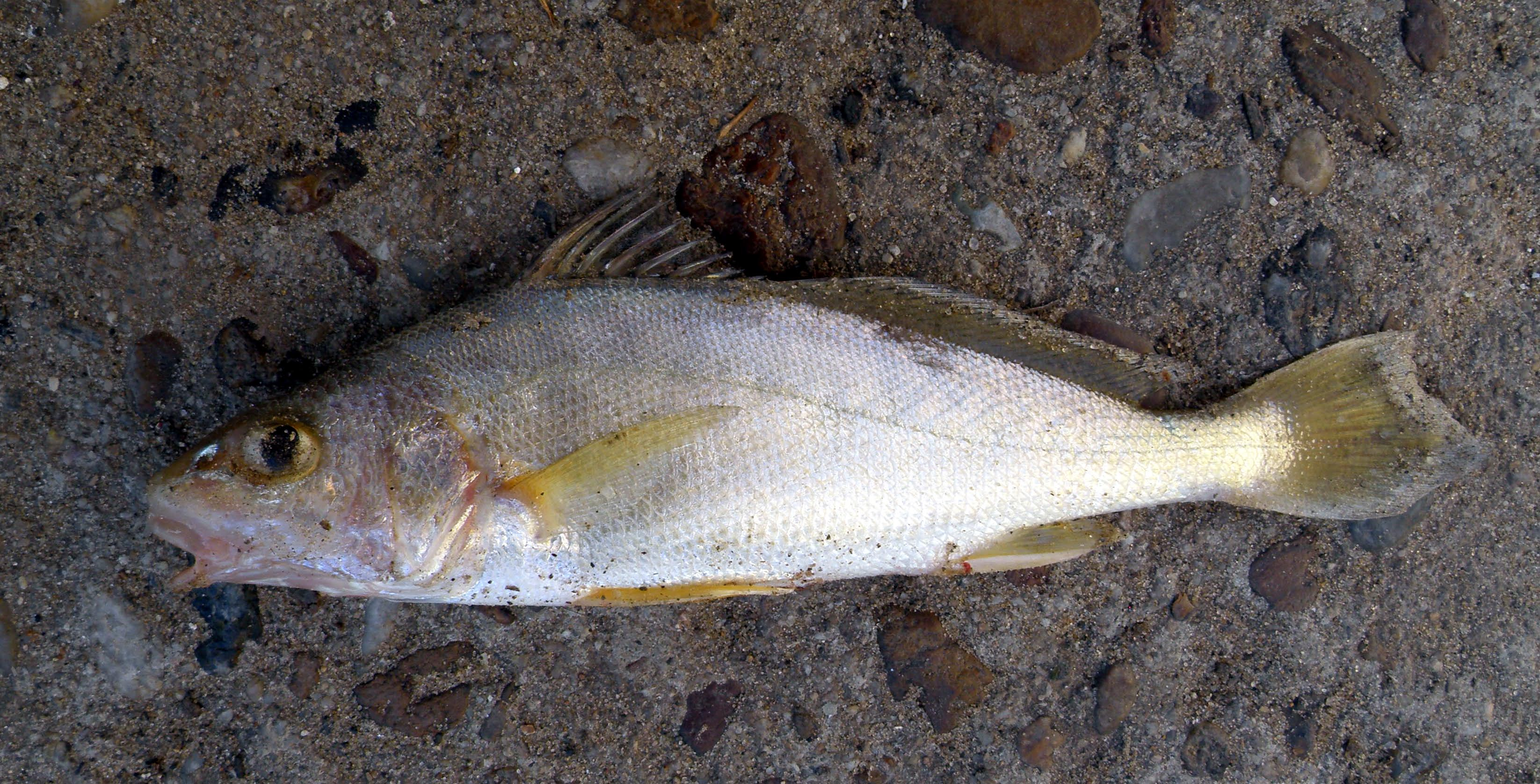
Corvina común (Pachyurus bonariensis).

Las especies deportivas más buscadas son variadas, dependiendo de las localidades donde son particularmente más comunes determinadas especies. En general se busca tamaño y acometividad. La especie más importante es el dorado. Le siguen en importancia los enormes surubíes atigrado y pintado, el mítico manguruyú, las tarariras (el Uruguay es un centro internacional para su pesca), el patí, la boga, el armado, el escaso pacú, la corvina de río, el chafalote, el ya raro pirapitá o salmón, las rayas de río, etc. También son capturadas las palometas y pirañas, dentro de la modalidad denominada “variada”.
En las aguas del Río de la Plata destaca la pesca de algunas especies cuyas poblaciones penetran desde el estuario y desde el mar; en el estío ingresan el mimoso o bagre de mar y las lisas, mientras que en época invernal lo hace el pejerrey.

### Utilidad cultural
Los peces han sido protagonistas de innumerables leyendas que forman parte del acervo cultural de las diversas etnias de aborígenes que poblaron el territorio uruguayo, quienes además de considerarlos una parte central de sus fuentes de proteínas, los incluían frecuentemente en sus leyendas, mitos y relatos tradicionales. También forman parte de la tradición cuentista de los escritores regionales, destacando las obras del salteño Horacio Quiroga.

### Producción en cautividad
Algunas especies nativas son producidas de manera comercial empleando técnicas de piscicultura. Para destinarlos a la alimentación humana, para repoblar algunos biotopos, o para nutrir los estanques de los emprendimientos comerciales denominados “pesque y pague”, son multiplicados importantes cantidades de peces, destacando entre ellas: pacúes, surubíes, dorados, tarariras, etc. Para ello muchas veces se ha adaptado tecnologías de acuicultura desarrolladas en Brasil, país más avanzado en la producción de esas especies. Otra de las especies que se logró comenzar a producir en el Uruguay es el bagre negro.
El establecimiento más importante del país dedicado a la reproducción de peces uruguayos es el acuario denominado: «1.ª Reserva Acuario del Uruguay». Se sitúa en la pequeña localidad de Rincón del Bonete (departamento de Tacuarembó), emplazada sobre la margen norte del río Negro, junto a la Represa Hidroeléctrica homónima y a 8 km al este de Paso de los Toros. Fue creada para promover la valoración y difusión de las especies dulceacuícolas nacionales, y para reproducirlas con fines conservacionistas. Posee 40 peceras adecuadamente equipadas de 400 litros cada una, en las cuales se alberga y multiplica cerca de 600 ejemplares de 50 especies nativas del país.

## Conservación y amenazas
Al igual que lo que ocurre en la mayoría de las cuencas hidrográficas de todo el mundo, en el Uruguay sus comunidades de peces están amenazadas en diverso grado.
Los peces de agua dulce viven en una suerte de “islas funcionales”, representada por la cuenca hidrográfica donde habita, ya que estas “islas” están aisladas por barreras insalvables, como son las divisorias de aguas. Este prolongado proceso de aislamiento ha afectado el flujo genético entre cuencas, lo que trae aparejado que, en la práctica, cada población de una especie perteneciente a una cuenca constituye una “Unidad Evolutivamente Significativa”. Cada especie que desaparece de una cuenca representa la pérdida irreparable de un patrimonio genético único constituido por una vía evolutiva independiente.

### Contaminación de las aguas
Muchas especies de peces continentales uruguayos son sensibles a la calidad del agua donde habitan, no prosperando cuando estas son alteradas por contaminación; otras especies, en cambio, son bastante resistentes, siendo las últimas en desaparecer del biotopo alterado.
En lagos, lagunas y cursos fluviales uruguayos se ha registrado niveles de contaminación, si bien aún es poco significativo lo producido en el país. El problema se magnifica por la ubicación en que se encuentra el Uruguay, el cual ocupa una posición de “estación terminal” de los contaminantes vertidos por los otros países de la Cuenca del Plata. En ellos, sobre millones de hectáreas de cultivos se vierten agroquímicos, pesticidas y plaguicidas organoclorados, y terminan en los ríos de la cuenca los efluentes cloacales -de sus numerosas poblaciones- e industriales de sus importantes cordones industriales (con cobre, zinc, cromo, etc.), y otros característicos de determinadas producciones, como los vertidos de efluentes de papeleras, los que contienen sustancias tóxicas como hipoclorito, clorofenoles, dioxinas y furanos.
Estrictamente para el territorio uruguayo preocupa cómo puede afectar a los peces de los arroyos en donde sus cuencas, anteriormente cubiertas por el ecosistema de campo natural, son transformadas en un manto de forestaciones de eucaliptos y Pinus, producción que se ha incrementado enormemente desde fines del siglo XX, continuando a ritmo sostenido en los primeros lustros del siglo XXI.

### Desforestación
La deforestación con la pretensión de ganar tierras para la expansión de la frontera agrícola, altera de múltiples maneras a las poblaciones ícticas de los ríos uruguayos. Algunas especies dependen de la oferta de alimentos producidos fuera del agua (insectos, frutos, etc.) por lo que el corte de los árboles de las riberas disminuye sus posibilidades alimenticias. Otras precisan un ambiente fresco, proporcionado por el sombreamiento de la canopia; al desaparecer esta, el implacable sol estival cae sobre las aguas, elevando su temperatura y desecando los pequeños cursos en épocas de sequías. En caso de endemismos de peces de las cabeceras de arroyos, estas son las únicas poblaciones en el mundo con ejemplares de esas especies, por lo que alteraciones en sus limitados hábitats redundan en graves peligros para su conservación.
Otro grave problema resultado del desmonte es que en muchos casos suelos que estuvieron protegidos por bosques y selvas en galería pasan en un instante a estar expuestos al sol, a los vientos y especialmente a las lluvias torrenciales, lo que conlleva a que el sistema natural de retención y filtrado que representaba la foresta (que entregaba lenta y transparentemente lo llovido), al desaparecer, implique que la escorrentía en busca de pendiente discurra sobre el suelo erosionándolo, transportando de este modo toneladas de suelo en enorme cantidad el que es volcado hacia los arroyos y ríos, cegando pequeños a medianos afluentes, cubriendo pozones y lechos, enturbiando las aguas, y alterando la estructura morfológica de los cursos y su capacidad de transportar agua todo el año.

### Agricultura
La agricultura afecta a los biotopos de humedales en razón de los agroquímicos que se emplean, como el herbicida glifosato y plaguicidas organoclorados (estos últimos mucho más letales para los peces.
Estos productos químicos en buena medida terminan drenando hacia los arroyos, cuando no los mismos productores arrojan los envases de agroquímicos a los arroyos o los charcos formados a los costados de los caminos, produciendo la muerte de los peces que allí viven.
Las forestaciones con pinos y eucaliptos demandan grandes cantidades de agua, la que en parte es retirada por las raíces de napas freáticas, lo que altera el sistema de alimentación de algunos arroyos. En el cultivo del arroz (característico del este del Uruguay), directamente se bombea desde los ríos cercanos a los predios, impactando tanto en la disminución del volumen hídrico disponible como en la captación directa de millones de ejemplares de peces y sus huevos, los que mueren indefectiblemente.

### Represas hidroeléctricas

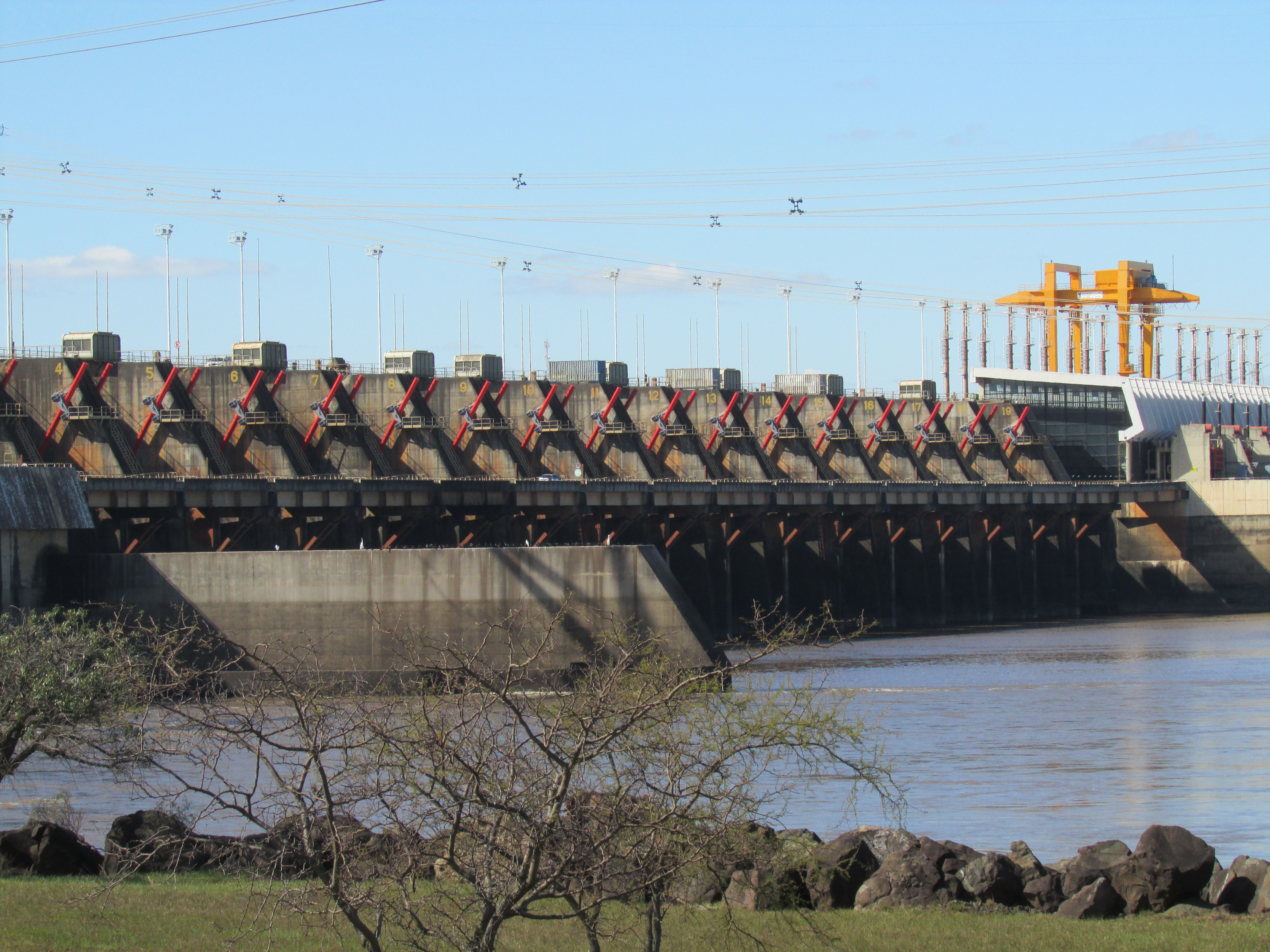
La represa de Salto Grande (construida sobre el río Uruguay) posee un sistema de transferencia para peces del tipo “esclusa Borland” o "tubo de Borland", siendo el único dique en Sudamérica en emplearlo.

La creación de represas hidroeléctricas daña seriamente a las comunidades de peces y su ambiente, haciéndolo de diversas maneras.
Una de ellas es por el hecho que con una represa un río en movimiento pasa a ser un enorme lago de aguas quietas, por lo que cambia de manera significativa la composición de las comunidades de peces que el tramo inundado contenía. Otra manera es que el nuevo lago resulta ser un aliciente para pescadores y emprendedores acuícolas, y si la cuenca naturalmente no cuenta con especies atractivas para el objetivo buscado, se suelen desarrollar emprendimientos de acuicultura con peces exóticos (de los cuales parte de los ejemplares escapan) o directamente se los siembra, ya sea por particulares o por organizaciones gubernamentales. En todos los casos las poblaciones de peces nativos se ven afectadas, y si entre ellos se encontraban especies endémicas, las mismas pasan a correr riesgo de desaparecer por completo.
En una escala más amplia, las represas alteran el natural ritmo de pulsos de inundación y sequías, ya que regulan el caudal del río aguas abajo, perturbando de este modo los ciclos anuales de alimentación y reproducción, sincronizados en muchas especies a dichos eventos.
Una de las acciones más dañinas de estas megaestructuras es que afectan, hasta interrumpen por completo) los traslados de muchos peces migradores de gran tamaño, siendo particularmente grave en la cuenca del Plata, ya que un porcentaje importante de sus especies en condiciones naturales migra hacia los cursos de la cabecera para reproducirse. Luego, los huevos y las larvas son arrastradas río abajo por la bien oxigenada y turbia correntada, llegando a las llanuras de inundación en las partes bajas de los grandes ríos, donde completan su desarrollo.
En muchas represas son construidos sistemas de transferencia para peces, pero estos raramente cumplen de manera adecuada su propósito, ya sea por mal diseño, por un diseño no adecuado a las especies sudamericanas, por un ineficaz sistema de atracción, por no trasladar a todas las especies migradoras o hacerlo con un pequeño porcentaje de la población de cada una, etc.
La represa de Salto Grande, situada en el límite argentino-uruguayo sobre el curso medio del río Uruguay, fue provista de un sistema de transferencia de peces “esclusa Borland” o del tipo "tubo de Borland", siendo el único dique en Sudamérica en emplearlo. Cuenta con dos esclusas, las que comenzaron a operar en 1984, 5 años después de la puesta en marcha de la represa. El desnivel que permite vencer es de 25 metros. De las numerosas especies de peces migradores que habitan en el área, logran ser transferidos con este método mayormente Auchenipterus nuchalis, Lycengraulis grossidens y Parapimelodus valenciennis, siendo esporádico el traspase de las grandes migradoras: Salminus brasiliensis, Prochilodus lineatus, Leporinus obtusidens, etc.
Por más que un sistema de traslado de peces sea eficaz y los adultos logren reproducirse río arriba en las zonas de desove, posteriormente en su descenso hacia aguas abajo, a medida que llegan al lago artificial de aguas claras y quietas los huevos se hunden y son comidos rápidamente por las abundantes mojarras que normalmente se multiplican en los embalses.
Otro efecto pernicioso de las represas es que pueden producir escenarios de sobresaturaciones de gases, lo que produce mortandad de peces por la denominada “enfermedad de la burbuja”.
De las represas construidas en su totalidad en el país, destacan las 3 situadas en el sector medio del curso del río Negro, el embalse de Palmar, el de Baygorria y el de Rincón del Bonete, el mayor de todos, el que forma un lago con superficie aproximada de 1070 km².
Ejemplo del daño que causan las represas es que, por lo menos el sábalo (el pez clave de la cuenca del Plata), la raya o chucho de agua dulce, el patí, el surubí pintado y la boga, los que antes estaban extensamente distribuidos en el río Negro, a raíz de la construcción de las 3 represas en la década de 1950, por efecto de la fragmentación se extinguieron de la cuenca situada aguas arriba de las mismas, dado que no pudieron continuar realizando sus características migraciones entre sus lugares reproductivos y alimenticios. Las represas del Río Negro carecen de sistemas de transferencias de peces.

### Sobrepesca comercial y deportiva
De las aguas continentales uruguayas, la principal especie en lo que se refiere a pesca comercial es el sábalo.
Para algunos investigadores es esperable que de mantenerse caudales extractivos elevados para el sábalo se termine por alterar el ecosistema de la cuenca, especialmente las cadenas tróficas, al estar esa especie íntimamente relacionada con sus predadores: los dorados y los grandes siluriformes, estos últimos ya estarían disminuyendo sus efectivos. Estos cazadores son también capturados por la pesca de sábalos pero de manera incidental, además de estar entre los principales objetivos de la pesca artesanal.
Uno de los problemas es la disparidad de criterios para evaluar los volúmenes de los stocks presentes.
Los criterios de la UICN no serían aplicables en especies ictícolas fluviales de interés pesquero sobre las que se practica una explotación comercial, pues sobrestiman el estado de amenaza de los stocks, incentivando medidas regulatorias inadecuadas.
Tradicionalmente, las pesquerías deberían operar buscando el máximo rendimiento sostenible, este es solo alcanzable cuando la biomasa original se reduce a la mitad, momento en que la población remanente de la especie puede exhibir una respuesta logística a esa disminución del volumen poblacional con un buen reclutamiento y estructuras de cohortes, sobre la base de la mortalidad de pesca máxima que permite lograrlo, según el modelo de Schaeffer. Esto se traduce en que para obtener los beneficios económicos y sociales que representa la pesca comercial sin comprometer el recurso, debería ser deseable una reducción significativa de los stocks de cada especie, y el estado así logrado debiese mantenerse de forma permanente, solo de esa manera se podría aprovechar la productividad potencial de cada especie de valor comercial.
Aplicando los criterios de la UICN, todas las especies así explotadas deberían ser categorizadas como “vulnerable” o “en peligro”.
Pero tampoco es aconsejable emplear criterios y categorías de umbrales de declinación desarrollados para peces de mar, ya que las pesquerías de agua dulce son más vulnerables al presentar stocks más reducidos y una mayor vulnerabilidad a otras amenazas.
Por estas razones no hay acuerdo entre los especialistas sobre cuantas y cuales especies deberían ser consideras en peligro de extinción. Sin embargo, al menos 3 -el manguruyú, el pirapitá y el pacú- han sufrido extinciones en sus geonemias australes (donde antaño los dos últimos eran habituales) y retrocesos poblacionales importantes en el resto de su distribución, en especial los dos primeros.
Un problema colateral de la captura comercial sufren las especies que son pescadas para servir como carnada viva en la pesca del dorado y los grandes siluriformes. Con este destino se atrapan mayormente Gymnotiformes, los que podrían estar siendo amenazados ya que se descubrió que las poblaciones que se pensaban integradas por una única especie estaban en realidad compuestas por un conjunto de taxones, entre tanto los marcos regulatorios terminan no correspondiendo a los nombres científicos de las especies locales.

### Introducción de especies invasoras

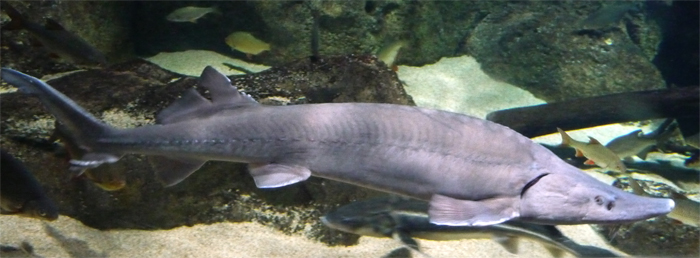
Esturión siberiano (Acipenser baerii), una especie introducida en este país.

Posiblemente el mayor problema de erosión a la diversidad ictiológica de las aguas interiores uruguayas lo constituye la irresponsable política de liberación, siembra, introducción (con posteriores escapes accidentales) de peces de especies exóticas invasivas.
Los daños que causan a la estabilidad de los ecosistemas donde estos son introducidos es algo ya probado en todo el mundo, sin embargo se continúa con la introducción de nuevas especies para poblar establecimientos acuícolas. Las mismas suelen lograr escapar de sus jaulas y huir a los ríos, donde pueden causar graves problemas a los ecosistemas nativos. Ejemplos paradigmáticos de los ocurridos en el Uruguay son las introducciones -y posteriores escapes- de esturiones siberianos y esterletes y la muy invasora tilapia del Nilo.
Los peligros para la ictiofauna nativa van desde la predación directa y la competencia por los mismos alimentos hasta la transmisión de enfermedades.
A los riesgos que sobre este problema ambiental se manejan en el ámbito de esta nación, se les suman los de sus países vecinos, con los cuales comparte cuencas hidrográficas, pues los peces introducidos, una vez afincados en un biotopo, no respetan las artificiales fronteras humanas e invaden toda la cuenca en la medida en que su potencialidad lo permita, tanto aguas abajo como hacia las cabeceras o fuentes. Es por eso que a las especies ictícolas introducidas directamente en aguas del Uruguay se les han sumado las que llegaron a las mismas desde poblaciones introducidas en el sudeste del Brasil o la Argentina.
La erradicación de estas especies exóticas, además de ser sumamente costosa, es una tarea con muy pocas posibilidades de éxito.